# Reaktor torowy na ciekłych fluorkach

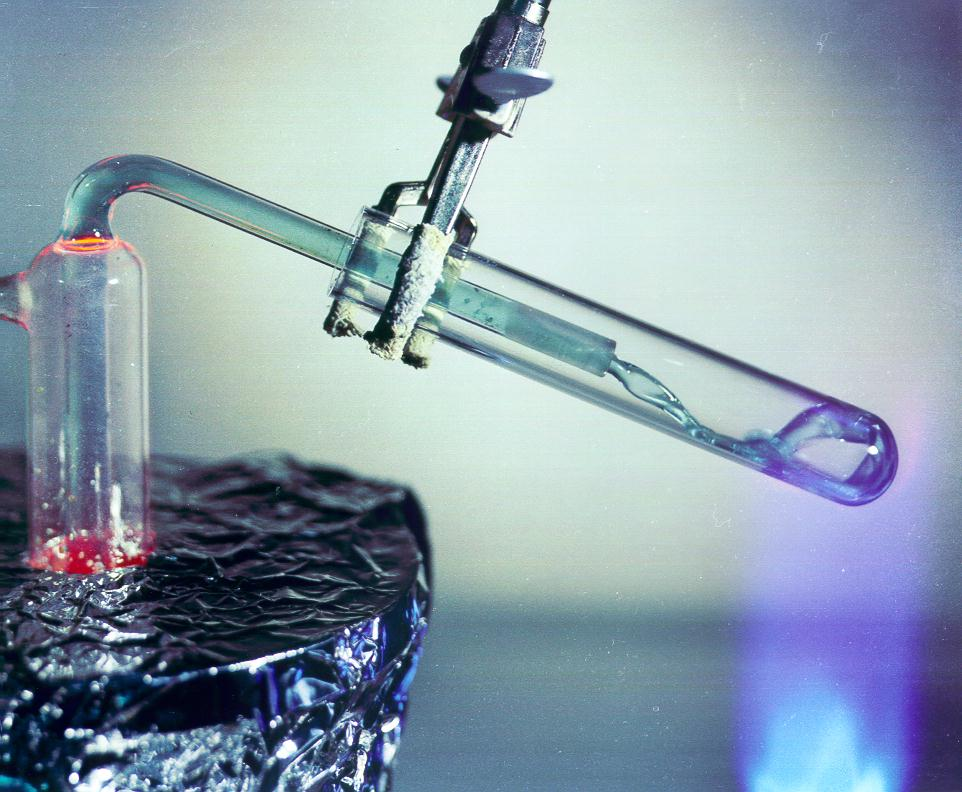
Ciekła sól fluorku litu i berylu

Reaktor torowy na ciekłych fluorkach (akronim LFTR, wym. lifter; z ang. Liquid Fluoride Thorium Reactor) – koncepcja termicznego reaktora powielającego, pracującego w cyklu paliwowym toru, w którym ciekłe sole fluorków osiągają wysokie temperatury, przy ciśnieniu atmosferycznym.
LFTR stanowi odmianę torowego reaktora na stopionych solach (Thorium Molten Salt Reactor, TMSR). Ta zasadniczo odmienna koncepcja przyszłościowych reaktorów ciekłosolnych (Molten Salt Reactors, MSR), znamienna jest tym, że paliwo jądrowe, jak i materiał paliworodny są rozpuszczone w chłodziwie i występują w postaci ciekłych, stopionych soli. Nie należy mylić tych ciekłosolnych i jednocześnie ciekłopaliwowych konstrukcji z odmiennymi typami reaktorów wysokotemperaturowych (Fluoride High-temperature Reactors, FHR), których paliwo występuje w postaci stałej i w których proponuje się jedynie zastosować chłodzenie ciekłymi solami.
Kategoria reaktorów ciekłosolnych (Molten Salt Reactor, MSR) obejmuje reaktory konwencjonalne (spalające), jak i powielające w prędkim lub termicznym spektrum neutronowym, z zastosowaniem soli fluorków lub chlorków oraz różnych kombinacji materiału rozszczepialnego i paliworodnego. LFTR jest wersją szczególną w kategorii reaktorów MSR oferującą wytwarzanie Uranu-233 z toru w solach fluorków z wykorzystaniem neutronów termicznych.
Tor i uran-233 w reaktorze LFTR rozpuszczone są w solach nośnych, tworząc płynną postać paliwa. Obieg typowy polega na krążeniu ciekłosolnego paliwa między krytycznym rdzeniem a wymiennikiem ciepła, gdzie ciepło przekazywane jest do wtórnego obiegu radioaktywnie obojętnych soli. Sole obiegu wtórnego oddają następnie ciepło czynnikowi napędzającemu turbiny parowe lub turbiny gazowe o cyklu zamkniętym .
Technologię tę po raz pierwszy przebadano w Oak Ridge National Laboratory w ramach Eksperymentu Reaktora Ciekłosolnego w latach 60. XX w. Notuje się obecnie ożywione zainteresowanie tą technologią na świecie. Zamiary kontynuowania prac rozwojowych i wprowadzenia reaktorów w tej technologii na rynek zadeklarowały Japonia, Chiny, Wielka Brytania, Francja oraz prywatne firmy z USA, Czech i Australii.
LFTR jako szczególna wersja reaktorów ciekłosolnych dopuszcza kilka rodzajów konstrukcji. Reaktory LFTR różnią się od innych pod niemal każdym względem, wykorzystują torowy cykl paliwowy, pracują w niskim ciśnieniu, paliwo ma postać płynną, chłodziwem są stopione sole umożliwiające wysokie temperatury eksploatacji, a uzupełnianie paliwa i wykorzystanie paliwa następują bez przerywania pracy reaktora. Te unikatowe cechy zapewniają koncepcji LFTR wiele potencjalnych przewag, ale wymagają również zmierzenia się z wyzwaniami projektowymi.

## Historia

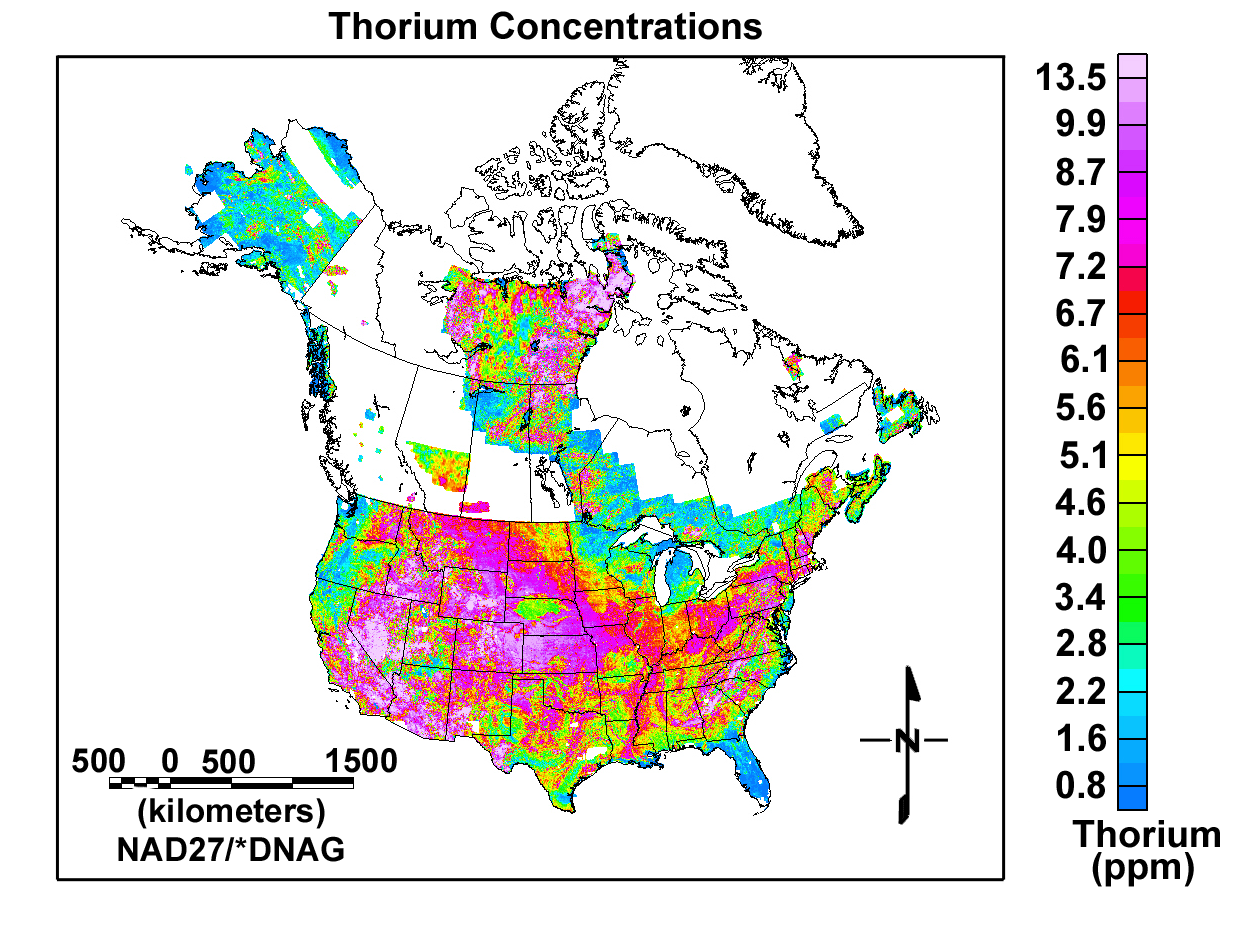
Tor występuje względnie obficie w skorupie ziemskiej.

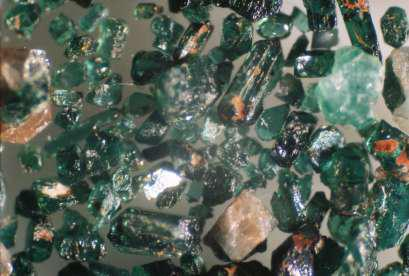
Drobne kryształy torytu w powiększeniu.

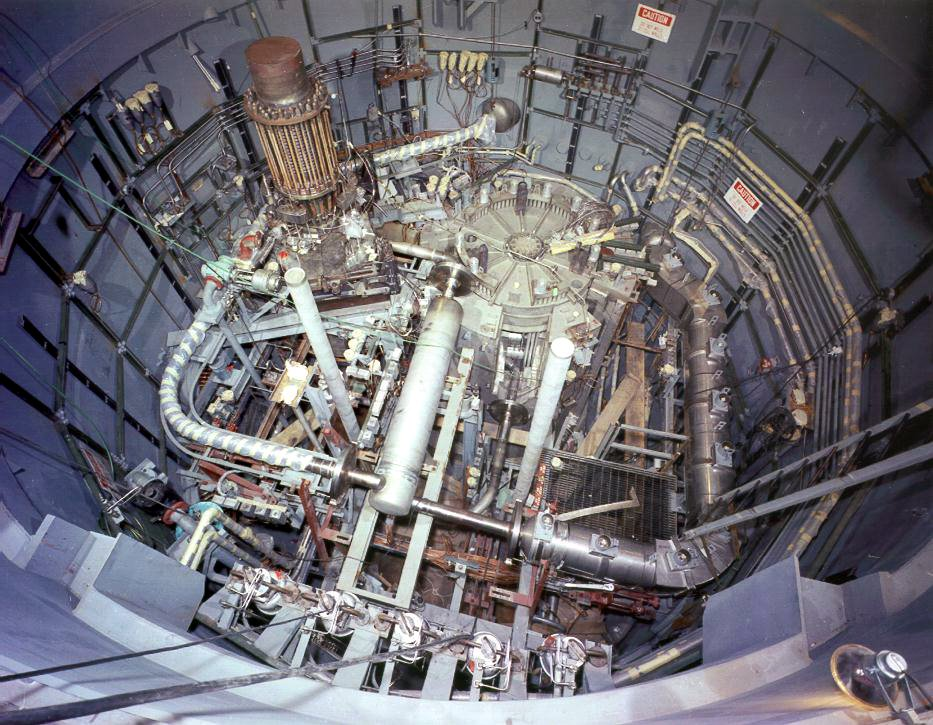
Reaktor ciekłosolny MSR w Oak Ridge

Do roku 1946, a więc w osiem lat po odkryciu rozszczepienia jądra atomowego, zidentyfikowano trzy izotopy rozszczepialne, które mogły posłużyć jako paliwo jądrowe:
- Uran-235 – występuje w naturze, ale stanowi tylko 0,72% uranu naturalnego.
- Pluton-239 – nie występuje w naturze, ale można go wytwarzać poprzez wychwyt neutronu z nierozszczepialnego uranu-238, stanowiącego 99% naturalnego uranu.
- Uran-233 – nie występuje w naturze, otrzymywany jest z nierozszczepialnego toru-232 stanowiącego niemal 100% naturalnego toru występującego około cztery razy obficiej w skorupie ziemskiej niż uran[6].

Uwarunkowania technologiczne oraz historyczne spowodowały, że każdy z tych trzech nuklidów stał się punktem wyjściowym do skonstruowania odmiennego typu reaktorów. U-235 jest podstawowym paliwem jądrowym na świecie i stosowany jest zazwyczaj w reaktorach lekkowodnych. U-238/Pu-239 znalazł zastosowanie w prędkich reaktorach powielających chłodzonych ciekłym sodem. Natomiast Th-232/U-233 jest najodpowiedniejszy dla reaktorów ciekłosolnych.
Alvin M. Weinberg był prekursorem stworzenia reaktora na stopionych solach w Oak Ridge National Laboratory. Zaprojektowano tam, skonstruowano i eksploatowano z powodzeniem dwa prototypowe reaktory na ciekłych solach. Zarówno Eksperyment Reaktora Samolotowego w roku 1954, jak i Eksperyment Reaktora Ciekłosolnego w latach 1965 do 1969, zapoczątkowały konstrukcję i badania nad reaktorami pracującymi na stopionych solach fluorków. Szczególnie drugi z tych programów w osobnych kampaniach paliwowych wykazał użyteczność U-233 i U-235 jako paliw nuklearnych. Na nieszczęście dla losów MSR A.M. Weinberg został z ORNL zwolniony, a program MSR zaniechany na początku lat 70, po czym doszło do zastoju tych badań w USA. Do dzisiaj ARE i MSRE pozostają jedynymi reaktorami ciekłopaliwowymi na stopionych solach, które zostały uruchomione.

## O powielaniu paliwa
W paliwie reaktorów jądrowych występują dwa rodzaje izotopów, które prowadzą do rozszczepienia. Pierwszym z nich jest występujący w niewielkich ilościach materiał rozszczepialny, który ulega rozszczepieniu (produkując też ciepło) pod wpływem bombardowania neutronami, czemu towarzyszy wyzwolenie dużej ilości energii i emisja dwóch lub trzech następnych neutronów. Przykładowym materiałem rozszczepialnym (paliwem) są U-233, U-235 i Pu-239. Drugi typem jest materiał zwany paliworodnym. Materiał paliworodny stanowią na przykład Th-232 (tor naturalny) i U-238 (uran naturalny). Ilość materiału paliworodnego w reaktorze znacznie przewyższa ilość rozszczepialnego paliwa, ale ten pierwszy nie ulega bezpośrednio rozszczepieniu. Musi najpierw wychwycić neutron powstały w wyniku rozszczepienia, po czym staje się rozszczepialnym izotopem stanowiącym paliwo. Proces ten zwany jest powielaniem paliwa. Zachodzi on w każdym z typów reaktorów, ale współczesne reaktory termiczne na paliwo stałe nie są w stanie wytwarzać dostatecznej ilości paliwa z materiału paliworodnego, aby móc uzupełniać izotopy rozszczepialne w trakcie ich wypalania.
Dzieje się tak, ponieważ reaktory, w których głównym paliwem jest uran-235 lub pluton-239, wykorzystują neutrony spowolnione. Cykl życia neutronów od wytworzenia ich w rozszczepieniu aż do wytworzenia kolejnego rozszczepienia wytwarza za mało neutronów, by w kolejnym etapie wytworzyć co najmniej tyle samo rozszczepień. Neutrony są pochłaniane przez materiały obecne w rdzeniu takie jak moderator, elementy konstrukcyjne, chłodziwo oraz „popioły” reakcji rozszczepienia. Skutkiem tego konieczne staje się okresowe usuwanie części zużytego paliwa, aby w to miejsce dołożyć paliwa świeżego.
W reaktorze, który jest w stanie powielać co najmniej tyle paliwa, ile zużywa, nie zachodzi konieczność uzupełniania deficytu rozszczepialnego paliwa. Wystarczy jedynie dodawać świeżego materiału paliworodnego, który w trakcie pracy reaktora staje się przez powielenie izotopem rozszczepialnym. Taki typ reaktora zwany jest reaktorem powielającym. Zakłada się przeważnie, że LFTR będzie reaktorem powielającym. Jeśli będzie powielać dokładnie tyle paliwa, ile wypala, to nazywany będzie bilansującym powielanie. W LFTR uzupełniany będzie tor, a w wyniku reakcji pozostawać będą produkty rozszczepienia.
Wśród reaktorów pracujących na paliwie uranowo-plutonowym podtrzymywać powielanie paliwa może tylko reaktor prędki, gdyż tylko prędkie neutrony są w stanie zapewnić więcej niż 2 neutrony na każde rozszczepienie jądra. Jeśli natomiast paliwem reaktora jest tor, to aby uzyskać powielanie wystarczy reaktor na neutronach termicznych. Udowodnione to zostało w Elektrowni Jądrowej Shippingport, gdzie podczas ostatniej z kampanii paliwowych reaktor powielił z toru pewną nadwyżkę materiału rozszczepialnego ponad ilość, którą spalił, mimo że jego konstrukcja cechowała się bardzo nieskutecznym wykorzystaniem neutronów. Reaktor elektrowni Shippingport był typowym reaktorem lekkowodnym. Reaktory na neutronach termicznych wymagają o wiele mniej kosztownego paliwa rozszczepialnego do rozruchu, a w trakcie pracy wykazują powolną i płynną reakcję na zmiany mocy.
Istnieją dwie koncepcje konstrukcji reaktorów mających powielać paliwo. Jedna polega na umieszczeniu materiału paliworodnego i rozszczepialnego razem ze sobą, skutkiem czego procesy powielania i rozszczepiania przebiegają w tym samym obszarze. W drugiej odwrotnie materiał paliworodny jest oddzielony od rozszczepialnego. Taka wersja zwana jest konstrukcją rdzenia i płaszcza, w której rozszczepienia i wytwarzanie ciepła zachodzi w środkowej części rdzenia, a w otaczającym go płaszczu zachodzą głównie procesy powielania.

## Pierwsze warianty konstrukcji reaktora
Przedmiotem rozważań w laboratorium Oak Ridge były obie koncepcje reaktora powielającego, według których podjęto próby budowy Reaktora Powielającego na Stopionych Solach (Molten Salt Breeder Reactor – MSBR). Ponieważ paliwo występowało w nich w postaci płynnej, nadano im nazwę „jednocieczowego” i „dwucieczowego”, torowego, ciekłosolnego, powielającego reaktora termicznego.

### Reaktor jednocieczowy

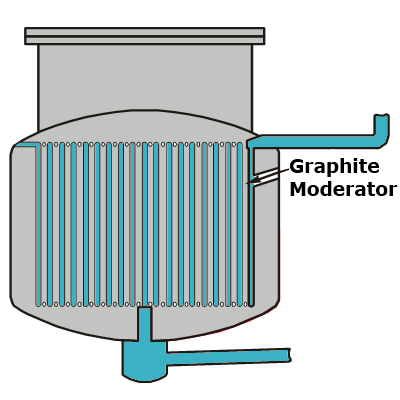
Uproszczony schemat reaktora jednocieczowego

Reaktor z pojedynczą cieczą, czyli „jednocieczowy”, był konstrukcją o wiele mniej złożoną w porównaniu z dwucieczowym. Składał się on z obszernego zbiornika wypełnionego solami fluorków z zawartymi w nich torem i uranem. W projektowanej przez ORNL konstrukcji MSBR  rolę moderatora pełniły grafitowe pręty zanurzone w solach, kierując zarazem przepływem soli. Konstruktorzy doszli do wniosku, że zmniejszenie proporcji grafitu w stosunku do soli na obrzeżu reaktora powodowałoby efekt zmniejszonego moderowania w zewnętrznym pierścieniu, co prowadziłoby do zwiększenia wychwytu neutronów przez tor w tym regionie. Przy takim rozplanowaniu większość neutronów powstawałaby bliżej środka reaktora, a ich ucieczka zmniejszyła się do rozmiarów możliwych do zaakceptowania. Jakkolwiek bądź konstrukcja jednocieczowa wymaga pokaźnej objętości dla zapewnienia mnożenia paliwa.
Koncepcja powielająca reaktora przewidywała złożone procesy przetwarzania paliwa celem wydzielania produktów rozszczepienia z soli zawierającej paliwo. Wersja konwertująca reaktora upraszcza przetwarzanie paliwa w trakcie pracy reaktora, co obniża koszty jego budowy. Skutkuje to jednak koniecznością okresowego uzupełniania paliwa uranowego.
Reaktor programu MSRE był prototypem posiadającą tylko jeden region rdzenia.
Reaktor MSRE dostarczył jednak cennej wiedzy z długiego okresu eksploatacji. Według szacunków specjalistów japońskich program jednocieczowego reaktora LFTR byłby do zrealizowania współcześnie przy dość skromnym wydatku około 300-400 milionów dolarów w okresie 5–10 lat. Program taki pozwoliłby usunąć problemy techniczne i skonstruować następny z prototypów w wersji zbliżonej do MSRE.

### Reaktor dwucieczowy
Reaktor „dwucieczowy” (lub 2-cieczowy) posiada rdzeń o dużej gęstości neutronów pracujący na uranie-233 powielonym w wyniku torowego cyklu paliwowego. Oddzielony fizycznie od rdzenia płaszcz soli torowej pochłania neutrony, prowadząc do transmutacji toru w protaktyn-233. Protaktyn-233 można pozostawić w obszarze płaszcza, gdzie strumień neutronów jest mniej nasilony, pozwalając aby uległ on powolnemu rozpadowi w rozszczepialne paliwo U-233 przy niewielkich stratach neutronów. Tak powielony izotop rozszczepialny U-233 można wydzielić z płaszcza, stosując nieskomplikowany proces fluorowania, a następnie tym sposobem uzyskane paliwo przenieść do rdzenia, uzupełniając jego stan. Również sole rdzenia poddawane są oczyszczaniu, najpierw przez fluorowanie dla wydzielenia uranu, a następnie przez destylację próżniową dla oddzielenia i powtórnego wykorzystania soli nośnych o niskich masach molowych. Osady będące pozostałościami tej destylacji stanowią odpadowe produkty rozszczepienia LFTR.
Korzyści wynikające z oddzielenia od siebie płynów rdzenia i płaszcza to:
1. Uproszczone przetwarzanie paliwa. Właściwości chemiczne toru upodabniają go do kilku powstających w reakcji rozszczepienia izotopów zwanych lantanowcami. Jeśli tor umieszczony jest w osobnym płaszczu reaktora, to zapewnione jest jego odizolowanie od lantanowców. Natomiast jeśli w innej z możliwych wersji reaktora znajduje się on w płynie rdzenia wraz z płynem paliwowym, to wydzielenie go z rdzenia bez jednoczesnego odseparowania lantanowców jest trudne.
2. Niewielki wsad paliwa. Ograniczenie wolumenu paliwa do płynu rdzenia sprawia, że faktyczna objętość rdzenia jest niewielka. Brak jest paliwa w o wiele pojemniejszym płaszczu reaktora, który zawiera materiał paliworodny, z którego powstaje paliwo. Dzięki temu w projekcie laboratorium ORNL z 1968 r. wsad początkowy (rozruchowy), potrzebny do uruchomienia dwucieczowego reaktora MSBR o mocy 250 MW(e) określano na tylko 315 kg materiału rozszczepialnego[21]. Wynikało z tego, że da się uzyskać obniżenie kosztu wsadu rozruchowego (rozruchowego źródła neutronów) i możliwość uruchomienia większej ilości reaktorów przy ograniczonym zasobie cennego materiału rozszczepialnego potrzebnego do rozruchu.
3. Wydajniejsze powielanie. Torowy płaszcz otaczający układ rdzenia jest w stanie zatrzymać wszystkie uciekające z niego neutrony. W płaszczu tylko w znikomym stopniu dochodzi do reakcji rozszczepienia, dzięki czemu nie dochodzi do utraty istotnych ilości neutronów. Zapewnia to wysoką oszczędność wykorzystania neutronów, czyli oszczędny ich bilans, szczególnie w niewielkich reaktorach. To z kolei zapewnia wyższy współczynnik mnożenia.

Jednym z problemów konstrukcyjnych wersji dwucieczowej reaktora była konieczność zastosowania dostatecznie trwałej przegrody (bariery) między regionami rdzenia i płaszcza. Barierę tą należałoby okresowo wymieniać ze względu na erozję powodowaną szybkimi neutronami. Na materiał bariery wybrano w ORNL grafit ze względu na jego niską absorpcję neutronów, odporność na stopione sole, wysoką odporność termiczną oraz odpowiednią odporność i zwartość pozwalającą odseparować od siebie sole rdzenia i płaszcza. Skutkiem napromieniowania grafitu neutronami jest jednak jego powolne kurczenie się, a następnie pęcznienie powodujące porowatość i pogorszenie własności fizycznych. Istniała groźba, że grafit w formie rur (duktów), przez które miały w rdzeniu przepływać sole zawierające ciekłe paliwo, będą zmieniać swą długość, pękać i przeciekać. Dlatego w ORNL postanowiono zawiesić prace nad projektem reaktora dwucieczowego, w wyniku czego prototyp takiego reaktora ostatecznie nie powstał.
Jeszcze jedną z kwestii konstrukcyjnych reaktora dwucieczowego był złożony system rurociągów. W ORNL sądzono, że jest on niezbędny dla zapewnienia rozbudowanych połączeń (przeplotu) między rurociągami rdzenia i płaszcza dla uzyskania wysokiego poziomu mocy reaktora przy zachowaniu możliwie niskiej gęstości mocy.
Prowadzone ostatnio badania podają w wątpliwość konieczność złożonego systemu połączeń rurowych z grafitowymi duktami i proponowane jest proste rozwiązanie reaktora jako rury umieszczonej w walcowatej osłonie, co usuwałoby te niedostatki.
Podnoszony jest zarzut, że separowanie wysoce czystego uranu-233 w trakcie pracy reaktora stanowić może furtkę dla proliferacji. Wyjściem jest konstrukcja, w której rezygnuje się z separowania protaktynu, skutkiem czego U-233 powstawałby z zanieczyszczeniem uranem-232, którego łańcuch rozpadu powoduje emisję 2 MeV promieniowania gamma, stanowiącego zbyt niebezpieczną dawkę, aby nim manipulować, chcąc stworzyć broń jądrową.

### Hybrydowy reaktor „półtoracieczowy”
Reaktor dwucieczowy, w którym obok paliwa w soli rdzenia jest obecny także tor jest zwany niekiedy „reaktorem półtoracieczowym” lub reaktorem 1,5-cieczowym.
Jest to pośrednia konstrukcja hybrydowa posiadająca zalety zarówno reaktora jedno- jak i dwucieczowego, ale też i wady ich obu. Tak jak w przypadku reaktora jednocieczowego tor znajduje się w soli paliwowej, co utrudnia proces przetwarzania paliwa. Tym niemniej, tak jak w reaktorze 2-cieczowym swoją rolę spełnia wysoce skuteczny płaszcz wykorzystujący neutrony chcące wydostać się z rdzenia. Do czynienia mamy nadal z kłopotliwym zagadnieniem materiałowym bariery (osłony), która musi oddzielać oba płyny. Na szczęście jednak skutkiem obecności toru w płynie paliwowym mniej neutronów przenika przez tę barierę na drodze do płynu płaszcza. Skutkuje to mniej intensywnym zużyciem materiału bariery. Także ewentualny przeciek miałyby mniejsze konsekwencje niż w reaktorze dwucieczowym, jako że konstrukcja i tak musi sobie radzić z procesami rdzenia, w jakich udział bierze tor.
Zasadniczym zagadnieniem do rozstrzygnięcia przy wyborze między konstrukcją LFTR jako jedno-, półtora- czy dwucieczową będzie stwierdzenie co będzie łatwiejsze do zrealizowania – bardziej złożony reprocesing, czy też odporniejsza bariera między rdzeniem a płaszczem.
| Kalkulacja parametrów różnych wersji reaktora powielającego MSBR o mocy 1000 MW(e) | Kalkulacja parametrów różnych wersji reaktora powielającego MSBR o mocy 1000 MW(e) | Kalkulacja parametrów różnych wersji reaktora powielającego MSBR o mocy 1000 MW(e) |
| Wersja konstrukcji                                                                 | Współczynnik powielania neutronów                                                  | Wsad paliwa                                                                        |
| ---------------------------------------------------------------------------------- | ---------------------------------------------------------------------------------- | ---------------------------------------------------------------------------------- |
| Jednocieczowy, żywotność grafitu 30 lat, przetwarzanie paliwa                      | 1,06                                                                               | 2300 kg                                                                            |
| Dwucieczowy, żywotność grafitu 4 lata, przetwarzanie paliwa                        | 1,06                                                                               | 1500 kg                                                                            |
| Półtoracieczowy, wymienny rdzeń, przetwarzanie paliwa                              | 1,07                                                                               | 900 kg                                                                             |
| Dwucieczowy, wymienny rdzeń, przetwarzanie paliwa                                  | 1,07                                                                               | 700 kg                                                                             |

## Wytwarzanie energii elektrycznej
Wysoka temperatura pracy LFTR wynosząca około 700 °C umożliwia osiągnięcie wysokiej sprawności cieplnej sięgającej 45%. Jest to wartość wyższa od sprawności przemiany energii termicznej na elektryczną wynoszącej we współczesnych reaktorach lekkowodnych 26–32%.

### Obieg Rankine’a

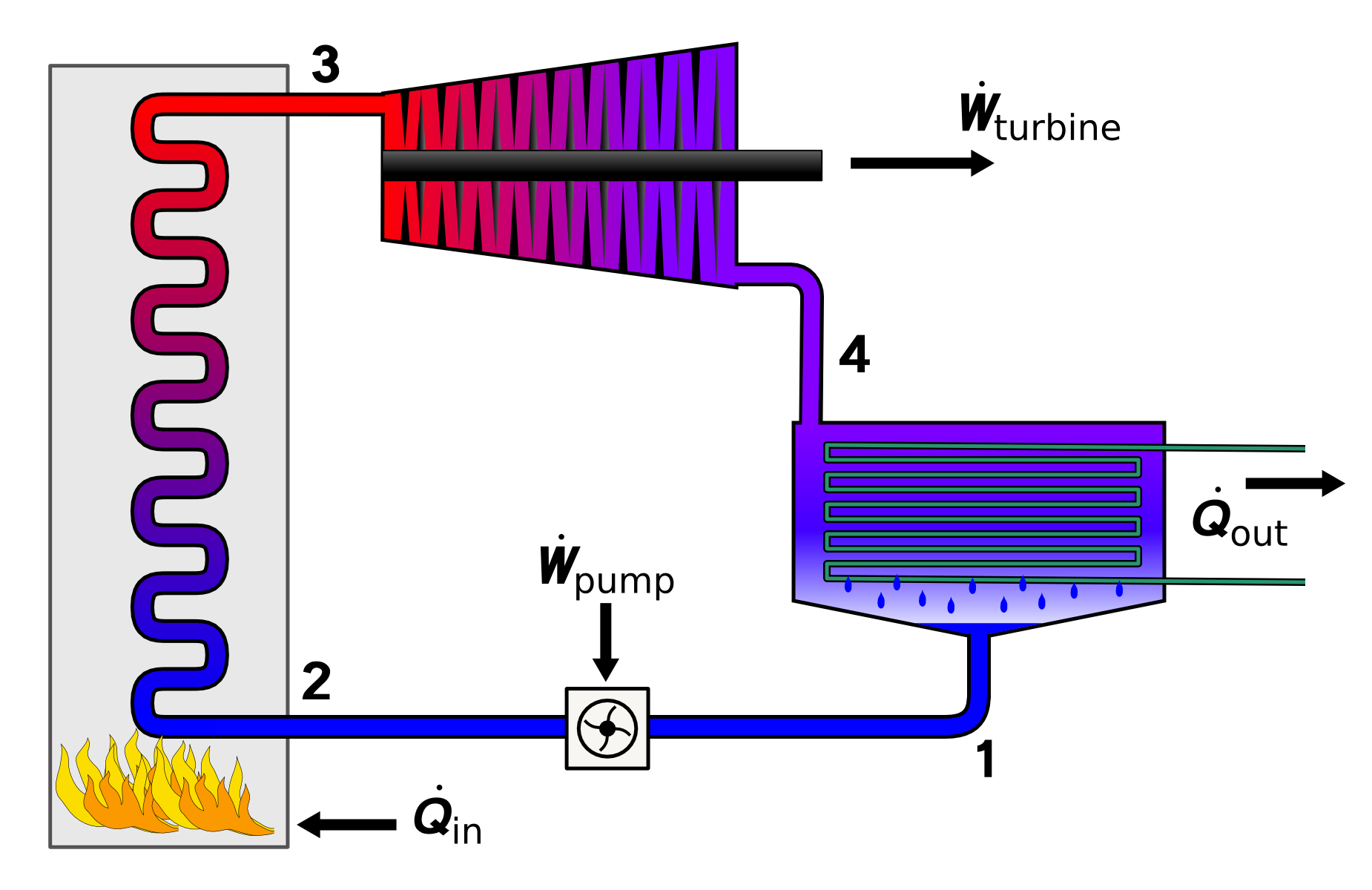
Obieg parowy Rankine’a

Obieg Rankine’a jest podstawowym cyklem porównawczym dla obiegów termodynamicznych. Najprostszy układ obiegu składa się z wytwornicy pary, turbiny, skraplacza i pompy. Czynnikiem roboczym jest zazwyczaj woda. System przemiany termodynamicznej Rankine’a, współpracując z rektorem LFTR mógłby wykorzystywać wysoką temperaturę pary do podniesienia swojej sprawności termicznej przez regenerację ciepła. Obieg Rankine’a na parę podkrytyczną jest powszechnie stosowany we współczesnych siłowniach, przy czym w większości nowych bloków praca przebiega w podwyższonych temperaturach i ciśnieniach z zastosowaniem pary o parametrach nadkrytycznych. Badania prowadzone w laboratorium ORNL w latach 60. i 70. nad reaktorem powielającym MSBR zakładały zastosowanie podkrytycznej turbiny parowej o sprawności 44%, ale dużo wysiłku poświęcono także na zaprojektowanie wytwornic pary w oparciu o stopione sole.

### Obieg Braytona

Schemat turbiny gazowej o obiegu zamkniętym

Obieg Braytona-Joule’a wykorzystuje gazowy czynnik roboczy, którym może być hel, azot lub dwutlenek węgla. Gaz roboczy o wysokim ciśnieniu ulega rozprężeniu w turbinie generującej energię elektryczną. Rozprężony, ciepły gaz jest chłodzony w chłodnicy, a następnie przechodzi do sprężarki, gdzie sprężany jest do ciśnienia roboczego systemu. Często turbina i sprężarka są mechanicznie sprzężone ze sobą pojedynczym wałem. Oczekuje się, że wysokociśnieniowe turbiny z obiegiem Barytona będą miały mniejsze gabaryty niż pracujące w niższych ciśnieniach turbiny obiegu Rankine’a. Maszyna termiczna cyklu Braytona może też pracować w niższych ciśnieniach przy poszerzonych przekrojach instalacji. Pierwszy na świecie użytkowy moduł cyklu Braytona zbudowano i zastosowano w siłowni słonecznej 100 kW na izraelskiej pustyni Arava w 2009 roku.

### Inne zastosowania
Reaktory LFTR oprócz produkcji energii elektrycznej i dostarczania skoncentrowanej energii termicznej mogą znaleźć zastosowanie do innych zadań, takich jak:
- Dostawa ciepła przemysłowego dla różnorodnych zastosowań
- Odsalanie wody[33]
- Produkcja wodoru z wody
- Kogeneracja, czyli jednoczesne wytwarzanie energii elektrycznej i użytkowej energii cieplnej
- Okrętowy napęd jądrowy[34]

## Usuwanie produktów rozszczepienia
Olbrzymią zaletą reaktorów ciekłosolnych jest ich zdolność do bieżącego oczyszczania soli z izotopów powstających w czasie reakcji rozszczepienia. Niektóre z nich pochłaniają neutrony niezbędne do mnożenia świeżego materiału rozszczepialnego. W szczególności nie należy dopuszczać do nagromadzenia się w solach pierwiastków ziem rzadkich, gdyż odznaczają się one dużym przekrojem czynnym powodującym przechwytywanie neutronów. Niektóre inne z izotopów o mniejszym przekroju czynnym takie jak Cs lub Zr nie są tak szkodliwe i mogą się gromadzić w reaktorze przez wiele lat jego pracy.
Bieżące usuwanie produktów rozszczepienia porównać można do reprocessingu paliwa stałego bez konieczności zatrzymywania reaktora dla usuwania i odtwarzania koszulek prętów paliwowych. Postać płynna paliwa LFTR w roztworze stopionych soli sprawia, że w ich przerobie może dobrze się sprawdzić wysokotemperaturowa technologia piroprocessing. Pyroprocesing nie wymaga mało odpornych na radioaktywność rozpuszczalników i nie poddaje się nadmiernie ciepłu powyłączeniowemu. Pyroprocesing może być więc zastosowany wobec wysoce radioaktywnego materiału bezpośrednio z reaktora.
Stosując ten chemiczny przerób soli na miejscu, dałoby się uniknąć ich kłopotliwego transportu do zakładu przerobu i utrzymać niski wolumen materiału niezbędnego do pracy reaktora. Najoszczędniejszym ze scenariuszy byłby taki, w którym cały materiał oprócz świeżego paliwa torowego oraz odpadów porozszczepialnych pozostawałby wewnątrz systemu reaktora.
Zakłada się, że processing przebiegał będzie w sposób ciągły na miejscu i podlegać mu będą codziennie niewielkie partie soli z regularnym oddawaniem ich na powrót do reaktora. Nie jest koniecznym dążenie do wysokiego stopnia oczyszczenia soli, lecz raczej utrzymywanie pod kontrolą poziomu koncentracji produktów rozszczepienia oraz innych zanieczyszczeń takich jak np. tlen.
Metale tzw. szlachetne (Pd, Ru, Ag, Mo, Nb, Sb, Tc,...) nie tworzą związków z fluorem w postaci soli, ale występują w postaci zawiesiny metalicznych drobin w soli. Mogą się one osadzać na metalowych powierzchniach takich jak w wymiennikach ciepła lub w projektowanych specjalnych filtrach o dużych powierzchniach, skąd będzie je łatwo usuwać. Nie ma jednak dostatecznej pewności jak ten proces będzie przebiegał, gdyż stosunkowo krótki okres eksploatacji MSRE nie zapewnił dostatecznych informacji, a badania laboratoryjne są trudne do przeprowadzenia.
Niektóre izotopy, takie jak Xe i Kr uwalniają się łatwo z obiegu w postaci gazowej wspomagane wdmuchiwaniem helu do soli. W tym procesie część metali szlachetnych uwalniana jest wraz z gazem w postaci mgły. Ważne szczególnie jest szybkie odprowadzanie ksenonu Xe-135, gdyż jest on bardzo silną trucizną neutronową, do tego utrudniającą sterowanie reaktorem. Uwolnione gazy (głównie He, Xe i Kr) są składowane przez ok. 2 dni do czasu aż większa część Xe-135 i innych krótkożyciowych izotopów ulegnie rozpadowi. Większość z tych gazów może zostać poddana recyklingowi. Po dalszym składowaniu przez kilka miesięcy radioaktywność ich jest na tyle niska, że możliwe staje się oddzielenie od helu, celem wykorzystania ksenonu-136 posiadającego wartość rynkową oraz kryptonu. Krypton ulega przeobrażeniu w Kr-85, który ulega rozpadowi po kilkudziesięciu latach i musi być składowany w tym celu np. w postaci sprężonej.
Zaproponowanych zostało kilka metod separacji chemicznej w celu oczyszczania mieszaniny soli. Pyroprocesing w porównaniu do klasycznej metody reprocesingu Purex może być metodą mniej rozbudowaną i pozostawiać po sobie mniej zanieczyszczeń wtórnych. Biorąc pod uwagę, że sole LFTR mają postać płynną, pyroprocessing może okazać się tańszy niż w zastosowaniu do tlenków paliw stałych. Trzeba mieć jednak na względzie, że nie istnieje jeszcze kompletna linia pyroprocessingu, a wykonywano jedynie laboratoryjne badania na ograniczonej liczbie elementów. Istnieje więc potrzeba dalszych badań i prac rozwojowych dla usprawnienia procesów separacji izotopów i optymalizacji reprocesingu soli.
Uran, jak i inne izotopy mogą być wydzielane z soli w procesie traktowania soli fluorem. Wdmuchiwany do soli fluor tworzy wysokowartościowe fluorki, które są lotne. Odnosi się to do głównie do sześciofluorku uranu zawierającego paliwo U-233, ale także do sześciofluorku neptunu, sześciofluorku technetu, sześciofluorku selenu, ale także do fluorków innych, wysoce radioaktywnych i nietrwałych produktów roszczepienia jak jod-131, molibden-99 i tellur. Separacja lotnych fluorków dokonywana jest następnie na drodze adsorpcji i destylacji. Procesy przetwarzania sześciofluorku uranu są znane i stosowane przy wzbogacaniu uranu. Fluorki o wysokiej wartościowości są silnie korozyjne w wysokich temperaturach i wymagają odporniejszych materiałów konstrukcyjnych niż stop Hastelloy. Jedną z sugestii zaradczych projektu MSBR w ORNL było utrzymywanie ochronnej warstwy stężałych soli. Doprowadzanie fluorków do fazy lotnej w projekcie MSBR miało na celu wydzielanie uranu z soli paliwowej. Ulatnianie przy pomocy fluoru jest opanowane i stosowane w przetwarzaniu stałego paliwa jądrowego.
Inną z prostych metod testowanych w trakcie projektu MSRE była wysokotemperaturowa destylacja próżniowa. Fluorki o niższej temperaturze wrzenia, takie jak czterofluorek uranu oraz sole nośne LiF i BeF dają się oddzielać przez destylację. W obniżonym ciśnieniu temperatura wrzenia jest niższa od temperatury wrzenia przy ciśnieniu otoczenia. Dzięki temu temperatura 1000 °C wystarcza, aby odzyskać większą część soli nośnych FLiBe. Mimo potencjalnej poprawności tej metody separacja fluorku toru od fluorków lantanowców o jeszcze wyższej temperaturze wrzenia będzie wymagała materiałów jeszcze odporniejszych na wysokie temperatury.
Separacja chemiczna w reaktorach dwucieczowych z zastosowaniem uranu jako materiału rozszczepialnego może zostać ograniczona do tych dwóch względnie prostych procesów. Najpierw uran w soli płaszcza byłby doprowadzany do fazy lotnej przy pomocy fluoru. Następnie sole nośne byłyby odzyskiwane na drodze destylacji wysokotemperaturowej. Fluorki o wysokiej temperaturze wrzenia, a wśród nich lantanowce pozostawałyby jako produkty odpadowe.
Pierwotne prace nad procesami chemicznymi w Oak Ridge nie brały pod wzgląd kwestii proliferacji i nastawione były na szybkie mnożenie paliwa. Planowano wydzielanie z soli i składowanie poza reaktorem protaktynu Pa-233, tak aby ulegał on samoistnemu rozpadowi, tworząc U-233 i nie ulegając procesowi pasożytniczemu przez pochłonięcie neutronu w razie pozostawienia go wewnątrz reaktora. Pa, posiadając 27-dniowy okres półrozpadu, po ok. 2 miesiącach składowania przekształca się w 75% w paliwo 233U. Wydzielanie protaktynu nie jest jednak w reaktorze LFTR bezwzględnie konieczne. Alternatywne konstrukcje nie usuwające protaktynu pracowałyby przy mniejszej gęstości energetycznej, co wymagałoby jednak większego wsadu paliwowego (reaktor jedno- lub półtoracieczowy) lub płaszcza o większej pojemności (konstrukcja dwucieczowa). Innym ze sposobów, aby zaniechać usuwania protaktynu, zachowując jednak dostatecznie dobry współczynnik powielania, byłoby zastosowanie twardszego spektrum neutronów .
Jeżeli jednak protaktyn miałby być separowany, to operację taką – o ile miałaby być skuteczna – należałoby wykonywać dość często, np. co 10 dni. W przypadku jednocieczowego reaktora o mocy 1  GW oznaczałoby to konieczność przerobu ok. 10% soli paliwowej, czyli około 15 ton każdego dnia. Koncepcja taka byłaby do zrealizowania, o ile koszty byłyby wyraźnie niższe od obecnych kosztów przerobu paliwa w postaci stałej.
Nowsze koncepcje zazwyczaj odchodzą od wyodrębniania Pa , co ma tą dodatkową zaletę, że wymaga przerobu mniejszych ilości soli, przez co redukuje rozmiary i koszty instalacji reprocessingu. Jednocześnie konstrukcja taka oddala niebezpieczeństwo, że uzyskany w wyniku rozpadu protaktynu wysoce czysty U-233 zostanie użyty do budowy broni jądrowej.
Technologia separacji byłaby trudniejsza w przypadku, gdyby produkty rozszczepienia wymieszane były z torem, gdyż tor, pluton i lantanowce (metale ziem rzadkich) są podobne pod względem chemicznym. Technologią zaproponowaną w celu ekstrakcji protaktynu oraz lantanowców jest przepuszczanie soli przez ciekły bizmut. W wyniku reakcji typu redoks niektóre z metali przenoszone są do roztopionego bizmutu w wymianie z litem podawanym do bizmutu. Przy niskich stężeniach litu również U, Pa i U przenoszą się do stopionego bizmutu. W warunkach bardziej redukcyjnych (większa zawartość litu w ciekłym bizmucie) do stopionego bizmutu przedostają się także tor i lantanowce. Te produkty rozszczepienia są następnie wyodrębniane z bizmutu w następnej operacji jak np. przepuszczenie przez bizmut chlorku litu LiCl. Należy zauważyć, że metoda ta należy do mniej rozwiniętych. Podobną metodą byłaby separacja przy użyciu innych metali w postaci stopionej jak np. aluminium.

## Zalety
Ciekłosolne reaktory torowe mają potencjał niezwykłych przewag w stosunku do konwencjonalnych reaktorów lekkowodnych na paliwo uranowe w postaci stałej.

### Bezpieczeństwo
- Samoistne bezpieczeństwo. Reaktor LFTR ma potencjał być reaktorem samoistnie bezpiecznym: Reaktory ciekłosolne są w stanie sprostać wymogom bezpieczeństwa pasywnego, a w pierwszym rzędzie wykazywać silnie ujemny temperaturowy współczynnik reaktywności. Ta zależność od temperatury ma 3 źródła. Pierwszym jest właściwość toru do pochłaniania większej ilości neutronów w razie przegrzania, co zwane jest efektem Dopplera[47]. Zmniejsza to ilość neutronów niezbędnych do podtrzymywania reakcji łańcuchowej i skutkuje samoistnym obniżeniem mocy reaktora. Drugie ze źródeł takiej reaktywności bierze się z rozszerzalności cieplnej paliwa[47]. W razie przegrzewania się soli zawierającej paliwo jej objętość zaczyna wyraźnie się zwiększać, co dzięki płynnej postaci paliwa skutkuje wypchnięciem go poza aktywny obszar rdzenia i samoczynnie zmniejsza intensywność reakcji. W małych i znacznie moderowanych rdzeniach następuje wówczas obniżenie współczynnika reaktywności. Trzecim ze źródeł wpływu na reaktywność jest moderacja neutronów przez grafit, który wykazuje zazwyczaj dodatni wpływ na temperaturowy współczynnik reaktywności[47]. I tak w rdzeniach „niedomoderowanych” i o dużych objętościach (tak jak w zaproponowanym przez ORNL reaktorze MSBR) zmniejszenie ilości soli przez wypchnięcie jej części poza rdzeń wywoływać będzie intensywniejszą moderację, a więc zmniejszenie reaktywności.
- Spokojne tempo powielania. W reaktorach LFTR następować będzie powielanie U-233 z naturalnego toru. Proces ten ma jednak stopnie pośrednie, na których tor podlega wpierw rozpadowi do protaktynu, który nie jest rozszczepialny. Następnie protaktyn w ciągu kilkudziesięciu dni ulega powolnemu rozpadowi, stając się rozszczepialnym U-233. Ten powolny, stopniowy proces produkcji materiału rozszczepialnego jest sam w sobie elementem samoistnego bezpieczeństwa. Tempo powstawania materiału rozszczepialnego nie jest szybkie, nie można więc energii z toru wyzwolić w sposób gwałtowny.
- Stabilność chłodziwa. Stopione fluorki wykazują stabilność chemiczną, a ponadto są odporne na napromieniowanie. Sole te nie są palne, nie ulegają eksplozji czy dekompozycji nawet w wysokich temperaturach i w warunkach silnej radiacji[48]. Nie zachodzą też w tych solach żadne gwałtowne reakcje w zetknięciu z wodą czy powietrzem, z jakimi mamy do czynienia w przypadku sodu jako chłodziwa. Nie dochodzi również do wydzielania się grożącego eksplozją wodoru, do której dojść może w przypadku chłodzenia reaktora wodą[49]. Jednakże poddawane promieniowaniu sole nie są stabilne w temperaturach poniżej 100 °C, gdyż zachodzi zjawisko radiolizy.
- Praca w niskim ciśnieniu. Skoro sole zachowują postać płynną w wysokich temperaturach[48], to rdzeń reaktorów LFTR projektowany jest do pracy w niskim ciśnieniu podawanym z pompy rzędu 0,6 MPa[50] (porównywalnym z ciśnieniem wody w sieci wodociągowej) i ciśnieniu hydrostatycznym. Nawet w wypadku awarii rdzenia, objętość soli powiększy się nieznacznie. Skutkiem tego wykluczone jest rozerwanie obudowy bezpieczeństwa. Skład soli LFTR dobrano specjalnie pod kątem wysokich temperatur wrzenia. Stąd wzrost temperatury nawet o kilkaset stopni, czy to doraźnie w trakcie stanu przejściowego, czy też wskutek awarii nie spowoduje groźnego w skutkach przyrostu ciśnienia. W reaktorze nieobecna będzie woda ani też wodór, które mogłyby doprowadzić do skokowego wzrostu ciśnienia czy eksplozji, do jakiej doszło podczas katastrofy elektrowni jądrowej Fukushima[51].
- Instalacja bez przecieków. Niskie ciśnienia w instalacji i w wymiennikach ciepła obiegu pierwotnego powodować będą eliminację groźby wystąpienia większych przecieków.
- Brak ciśnienia wskutek rozszczepienia. LFTR zapobiegać będzie wzrostowi ciśnienia spowodowanego tworzeniem się gazowych i lotnych produktów rozszczepienia. Płynna postać paliwa pozwalać będzie na bieżące usuwanie z instalacji gazowych izotopów radioaktywnych takich jak Ksenon celem ich przerobu, co wyklucza możliwość ich katastrofalnego rozprzestrzenienia[52]. Ponadto nielotne produkty rozszczepienia takie jak jod, cez i stront pozostawać będą związane chemicznie z solami fluorków zatrzymującymi ich radioaktywność i uniemożliwiającymi przedostanie się materiału radioaktywnego do środowiska[53].
- Łatwiejsze sterowanie. Atutem ciekłopaliwowego reaktora na stopionych solach jest jego zdolność do usuwania Ksenonu-135 powstającego w wyniku reakcji i będącego groźnym pochłaniaczem neutronów, który utrudnia sterowanie pracą reaktorów na paliwo stałe. O ile w reaktorach ciekłosolnych można ksenon-135 usuwać, to w reaktorach na paliwo stałe pozostaje on w paliwie i zakłóca sterowanie reaktorem[54].
- Powolne narastanie temperatury. Płynne chłodziwo i paliwo są ze sobą nierozdzielnie połączone, więc jakiemukolwiek przeciekowi, czy przemieszczenie paliwa towarzyszyć będzie nieodłącznie duża ilość chłodziwa. Stopione fluorki odznaczają się wysoką objętościową pojemnością cieplną, a w przypadku niektórych z nich, jak np. eutektycznej mieszaniny FLiBe jest ona nawet wyższa niż dla wody. Oznacza to że FLiBe może stopniowo wchłaniać znaczne ilości energii cieplnej w razie incydentu (transient) lub awarii[38][55] .
- Pasywne chłodzenie ciepła powyłączeniowego. Reaktor LFTR pracować będzie w wysokich temperaturach wynoszących co najmniej 650 °C, czego efektem będzie skuteczniejsze pasywne wytracanie ciepła powyłączeniowego, co bierze się stąd, że ciała wysoce gorące ulegają schłodzeniu relatywnie o wiele szybciej niż ciepłe (zob. prawo stygnięcia Newtona). Radioaktywną komorę (hot cell) w obrębie osłony bezpieczeństwa będzie można tak zaprojektować, aby w nieskomplikowany sposób odprowadzała część ciepła do otoczenia i efektywnie wytracała ciepło powyłączeniowe. Proponowany jest też dodatkowy całkowicie pasywny układ wymienników ciepła pozbawionych pomp czy części ruchomych, które dzięki wysokim temperaturom pracy w sposób samoczynny odprowadzałyby nadmiar ciepła do atmosfery[56].
- Bezawaryjny rdzeń. Instalacja LFTR może być wyposażona w topliwy korek spustowy chłodzony aktywnie niewielkim wentylatorem. W razie awarii skutkującej wyłączeniem wentylatora korek ulegnie stopieniu, a materiał paliwowy spłynie do podkrytycznych, chłodzonych pasywnie zbiorników. Proces taki nie tylko zatrzymuje pracę reaktora, ale też stwarza możliwość łatwego odprowadzenia powyłączeniowego ciepła pochodzącego z krótko utrzymujących się po wyłączeniu procesów radioaktywnego rozpadu poddanych napromieniowaniu paliw. W razie awarii ze znacznym wyciekiem z rdzenia na skutek np. pęknięcia rury, sole rozleją się na ukształtowaną z pochyleniami podłogę pomieszczenia reaktora, skąd grawitacyjnie spłyną do pasywnie chłodzonego zbiornika ściekowego[15].
- Mniej odpadów skażonych promieniotwórczo. Konstrukcja reaktorów LFTR przewiduje niewiele elementów wewnątrz rdzenia, gdzie znajdować się będzie tylko sól paliwowa, moderator grafitowy oraz ograniczona ilość elementów konstrukcyjnych i komponentów. Zmniejszy to ilość neutronów, które zostałyby utracone w trakcie napromieniowania elementów konstrukcyjnych, poprawi bilans neutronowy oraz ograniczy wielkość odpadów skażonych napromieniowaniem. Oprócz tego fluor, lit i beryl nie ulegają istotnemu wzbudzeniu wskutek aktywacji neutronowej[55] .
- Długożyciowe odpady nie powiększają składowisk. Reaktory LFTR radykalnie zmniejszą rozmiary i długookresową aktywność promieniotwórczą swoich odpadów. Dla porównania paliwo reaktorów lekkowodnych w ponad 95% składa się z uranu-238, którego część przez transmutację ulega przekształceniu w pluton-239, wysoce toksyczny izotop należący do grupy transuranowców. Jak widać, tylko jedna reakcja dzieli niemal całe paliwo reaktora lekkowodnego od stania się długoterminowym odpadem transuranowym. Czas połowicznego rozpadu Pu-239 mającym największy udział w transuranowych odpadach reaktorów lekkwowodnych wynosi 24 000 lat. Odpady transuranowców wraz z Pu-239 w odbiorze społecznym są postrzegane jako nierozwiązywalny problem. W przeciwieństwie do tego reaktor LFTR wykorzystywał będzie torowy cykl paliwowy, w którym tor przetwarzany jest na U-233. Ponieważ tor jest pierwiastkiem lżejszym, do powstania transuranowców prowadzi dłuższa droga, wymagająca więcej pochłonięć neutronów niż w cyklu U-Pu. U-233 w LFTR ulegnie rozszczepieniu w 90%, a następnie pozostałe 10% zostanie rozszczepionych w 80%, w wyniku czego powstanie U-235. Odsetek paliwa, który przekształcony zostanie w transuranowiec neptun-237, najprawdopodobniej wyniesie zaledwie 2%, co stanowi około 15 kg na 1  GWe-rok[57]. Jest to dwudziestokrotnie mniejsza ilość transuranowców niż ta, którą wytwarza reaktor lekkowodny, gdzie waga ich wynosi 300 kg na 1  GWe-rok. Istotnym jest, że przy tak małej ilości powstających transuranowców LFTR będzie w stanie dokonywać bieżącego recyklingu i wprowadzać je do rdzenia celem ostatecznego wypalenia. Neptun-237 wprowadzony na powrót do rdzenia wchłonie neutron, po czym ulegnie rozpadowi beta, tworząc Pluton-238, który jest poszukiwanym paliwem dla radioizotopowych generatorów termoelektrycznych zasilających sondy badające kosmos. Natomiast w przypadku reaktorów pracujących na U-238 pełna recyklizacja jest trudna i kosztowna ze względu na obecność o wiele większej ilości transuranowców.

Ostatecznie dzięki recyklizacji transuranowców „w trakcie obiegu” końcowa wielkość odpadów powstająca w LFTR jako straty procesowe zamyka się w promilach, czyli jest ponad tysiąckrotnie mniejsza od ilości odpadów powstających w lekkowodnym reaktorze o otwartym cyklu paliwowym. Jako jedyny znaczący, długożyciowy odpad LFTR można byłoby traktować jego własne paliwo, ale dzięki bieżącej recyklizacji może być ono eksploatowane bez ograniczeń w czasie. Nawet gdyby era toru miała się kiedyś kończyć, to partiami można by część reaktorów zamykać, a ich paliwo spożytkować w pozostałych reaktorach, doprowadzając do takiego stopnia zużycia takiego odpadu, jak byłoby to społecznie niezbędne. Co prawda LFTR produkuje też odpady, w których znajdują się radioaktywne produkty rozszczepienia, tym niemniej ich długość życia nie jest wielka. Ich toksyczność zdominowana jest przez cez-137 oraz stront-90. Dłuższy okres połowicznego rozpadu ma cez i wynosi on 30,17 lat, co oznacza że po 30,17 latach wskutek rozpadu jego radioaktywność zmniejsza się o połowę. Dziesięć takich okresów zmniejsza radioaktywność 2^10 – razy, czyli 1024-krotnie. Skutek jest taki, że produkty rozszczepienia w tym cyklu paliwowym po około 300 latach są mniej radioaktywne niż naturalny uran. Ważne jest też, że płynny stan skupienia paliwa pozwala nie tylko odseparować produkty rozszczepienia od tego paliwa, ale także oddzielić je od siebie nawzajem. Możliwe staje się wówczas sortowanie ich zależnie od okresów ich połowicznego rozpadu, co pozwoli odbierać stopniowo z przechowalnika najpierw te krótkookresowe.
- Dopalanie zapasów odpadów długożyciowych. Dzięki swoim zaletom konstrukcyjnym i fizycznym LFTR jest w stanie spożytkować lepiej niż jakikolwiek inny reaktor, zapasy odpadów transuranowych jako swój wsad uruchomieniowy[50]. Wyjątkowość koncepcji LFTR, w którym paliwo jest płynem i to nieustannie jednorodnym, odpornym na napromieniowanie, wykazującym silnie negatywny współczynnik reaktywności i pozostającym nieustannie homogeniczną mieszaniną aktynowców i soli nośnych, polega na tym, że LFTR pozwala na dowolnie duży udział plutonu, neptunu, ameryku i kiuru w tej mieszaninie, aż do stanu nasycenia. Reaktory pracujące na paliwie stałym, takie jak na przykład reaktory prędkie, o ile nawet teoretycznie mają lepsze parametry dopalania tych wyższych aktynowców, to można do nich dokładać jedynie ograniczone ilości tych pomniejszych aktynowców (neptun, ameryk i kiur są często zwane pomniejszymi aktynowcami). Dzieje się tak, ponieważ paliwo tych reaktorów nie jest jednorodne, jako że stałe elementy paliwowe się nie przemieszczają w swoich koszulkach, a także dlatego, że współczynnik reaktywności przestrzeni parowych grożący przegrzaniem chłodziwa może stać się dodatni przy zbyt dużej obecności pomniejszych aktynowców[61]. Ponadto przerób zużytego paliwa stałego z dużym udziałem ameryku i kiuru jest utrudniony ze względu na wytwarzające się ciepło rozpadowe oraz wydzielanie się dużych ilości helu[50]. Skutkiem tego reaktory na paliwo stałe dopalają zazwyczaj tylko pluton pochodzący z reprocesingu, ale nie radzą sobie z amerykiem i kiurem, które odpowiedzialne są za dużą część radiotoksyczności odpadów długożyciowych[62].
- Odporność na proliferację. LFTR jest odporny na próby wykradania paliwa na cele militarne. Rozważyć należy cztery przypadki: po pierwsze tor pod działaniem neutronów przekształca się w najpierw w protaktyn-233, który następnie ulega rozpadowi tworząc U233. Jeżeli pozostawimy protaktyn w reaktorze, to dojdzie również do powstania niewielkich ilości U-232. Ten z kolei tworzy w wyniku rozpadu izotop talu-208, który emituje niezwykle silne i niebezpieczne promieniowanie gamma. Nie stanowi ono zagrożenia do czasu, gdy izotop ten pozostaje w reaktorze, ale w razie zamiaru zbudowania bomby niezwykle utrudnia jej konstrukcję, gdyż promieniowanie to niszczy elektronikę i ujawnia jej lokalizację[63]. Drugą barierą tworzoną przez LFTR przeciw rozprzestrzenianiu broni jądrowej jest bardzo mała ilość produkowanego plutonu wynosząca około 15  kg na GW-rok. Tyle mniej więcej energii dostarcza średni duży reaktor w ciągu roku. Wytworzony pluton w większości ma postać izotopu Pu-238, nieprzydatnego do budowy bomby jądrowej ze względu na wysoką emisję ciepła i spontaniczną emisję neutronów. Po trzecie LFTR nie najlepiej powiela paliwo, gdyż jest w stanie wyprodukować co najwyżej 9% paliwa więcej niż spali w ciągu roku. O wiele prościej jeszcze byłoby zaprojektować reaktor LFTR w wersji dającej jedynie 1% nadwyżki. Wykorzystywanie reaktora o takich parametrach do szybkiego budowania bomb wymagałoby unieruchomienia go, a to zdradzałoby natychmiast ukryte intencje operatora. I na koniec wykorzystanie toru w reaktorach ciekłopaliwowych może znacznie zmniejszyć, a nawet wyeliminować potrzebę wzbogacania uranu, która stanowi jedną z dwóch podstawowych metod stosowanych do otrzymywania materiału służącego do budowy broni jądrowej[6].

### Skuteczność i wydajność

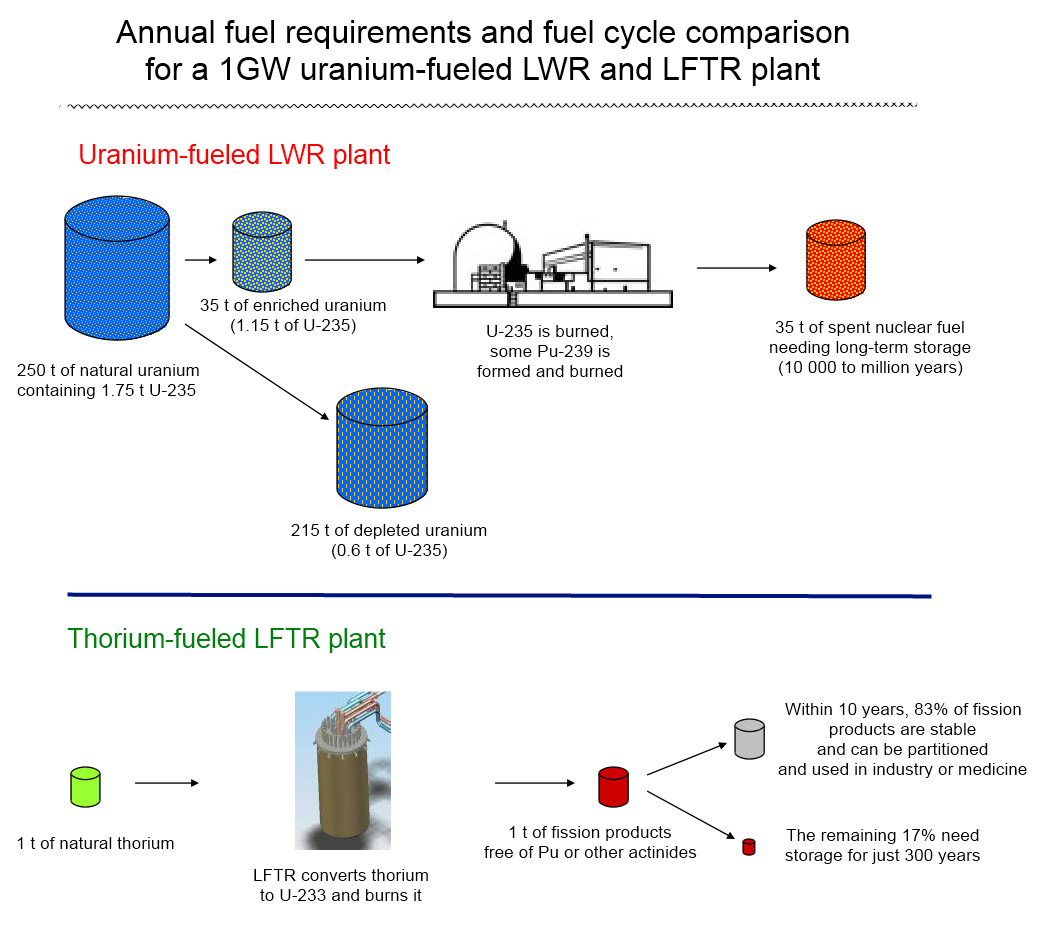
Porównanie rocznego zapotrzebowania na paliwo i wielkości odpadów w siłowni z reaktorem LWR mocy 1GW z siłownią 1GW o torowym reaktorze LFTR.

- Obfitość toru. Reaktory LFTR powielać będą paliwo uran-233 z naturalnego toru. Zawartość toru w skorupie ziemskiej jest około 3 do 4 razy wyższa niż uranu-238. Można powiedzieć, że tor występuje mniej więcej tak obficie jak ołów. Tor jest dziś niechcianym produktem ubocznym przy wydobywaniu metali ziem rzadkich i dlatego najczęściej składuje się go jako kłopotliwy odpad. Gdyby reaktory LFTR zaspokajały światowe zapotrzebowanie na energię, to konkurencyjnego cenowo toru wystarczyłoby na setki tysięcy lat[65].
- Brak ograniczeń surowcowych. Istnieją dostatecznie duże złoża naturalne pierwiastków takich jak beryl, lit, nikiel czy molibden, aby można było zbudować tysiące reaktorów LFTR[66].
- Wydajność reaktora. Konwencjonalne reaktory zużytkowują mniej niż 1% paliwa uranowego, a reszta staje się odpadem. Natomiast LFTR dysponujący wydajnym reprocessingiem może zużywać ponad 99% swojego paliwa torowego. Tak olbrzymie zwiększenie efektywności paliwowej oznacza, że 1 tona naturalnego toru produkuje w reaktorze LFTR tyle energii, co 35 ton wzbogaconego uranu (wymagającego wcześniejszego wydobycia 250 ton uranu naturalnego) w reaktorach konwencjonalnych[6], lub też 4.166.000 ton węgla kamiennego w elektrowniach opalanych węglem.
- Sprawność termodynamiczna. Reaktor LFTR, napędzając współczesną turbinę na parę nadkrytyczną, osiągałby 45% sprawności przetwarzania energii cieplnej w elektryczną. Przy zastosowaniu w przyszłości turbin o zamkniętym obiegu Brayton’a, predestynowanych do zastosowania z LFTR dla jego wysokiej temperatury eksploatacyjnej, sprawność ta mogłaby wzrosnąć do 54%. Wartość ta byłaby o 20 do 40% wyższa od ok. 33-procentowej sprawności osiąganych przez dzisiejsze siłownie z reaktorami lekkowodnymi. O tę samą wartość 20 do 40% zmniejszeniu ulegałyby zużycie materiału powielającego i rozszczepialnego, tworzenie izotopów porozszczepieniowych, ciepło wydalane podczas chłodzenia i moc termiczna reaktora[6].
- Zbędne wzbogacanie i fabrykacja elementów paliwowych. Dzięki temu, że tor naturalny w całości ulega wypaleniu i że w reaktorze jego postacią jest stopiona sól, a nie pręty paliwowe, zbędnym staną się kosztowne wzbogacanie paliwa, badanie i legalizacja prętów oraz pozostałe procesy fabrykacji paliwa. Obniży to radykalnie koszty paliwa LFTR. Nawet jeśli rozruch LFTR następował będzie przy pomocy wzbogaconego uranu, to jego wzbogacanie będzie dla danego reaktora konieczne tylko raz. Po tej fazie wstępnej eksploatacja LFTR nie będzie miała nic wspólnego ze wzbogacaniem[6].
- Niższe koszty paliwa. Sole reaktora LFTR są względnie tanie w porównaniu do kosztów produkcji paliwa stałego. Nawet jeżeli cena kilograma berylu jest dość wysoka, to jego ilość wymagana dla reaktora o mocy 1GW jest bardzo niewielka. Reaktor MSBR w ORNL potrzebował 5,1 ton berylu metalicznego w postaci 26 ton BeF2[66]. Przy cenie $147/kg BeF2[67] wymagany wkład rozruchowy kosztowałby poniżej $4 milionów, co stanowiłoby niewielki ułamek całego wielomiliardowego kosztu budowy siłowni jądrowej. Wynika z tego, że zmiany cen berylu ponad założony poziom miałyby znikomy wpływ na koszt budowy siłowni. Mniej pewny jest koszt wzbogaconego Litu-7. Przy rozrzucie ceny $120–800/kg LiF[2]  i zakładanej wielkości 17,9 ton Litu-7 (tyle co w konstrukcji MSBR), która tworzyłaby 66,5 tony LiF[66], cena LiF ogółem wyniosłaby między $8 a $53 milionów. Koszt dodania do soli 99,1 tony paliworodnego toru w cenie $30/kg wymagałby dodatkowo tylko 3 milionów US$. Wymagany do rozruchu materiał rozszczepialny byłby o wiele droższy, szczególnie w przypadku posłużenia się kosztownym przetworzonym plutonem, bo wyniósłby on $100 za gram. Niewielki wsad uruchomieniowy o wielkości 1,5 tony wymagany dla konstrukcji wykorzystujących neutrony termiczne[2]  wymagałby nakładu 150 milionów US$. Podsumowanie całości daje koszt całego jednorazowego wsadu początkowego w przedziale 165 do 210 milionów dolarów. Jest to kwota podobna do kosztu pierwszego rdzenia reaktora lekkowodnego[68]. Jednakowoż LFTR wymaga pierwotnego wsadu paliwa tylko raz, bowiem pozostawać ono może w eksploatacji bezterminowo, natomiast reaktory LWR wymagają wymiany całego swojego paliwa co 4 do 6 lat, przy czym 1/3 z tego wymieniana jest co 12 do 24 miesięcy. Na podstawie tych danych można dokonać porównania, że 60-letnia eksploatacja LWR pociągałaby za sobą około 10-krotnie wyższe wydatki na paliwo niż w przypadku LFTR w tym samym okresie. Obliczenia wykonane w ORNL dla droższej jeszcze wersji 3-obiegowego reaktora podają koszt paliwa na znacznie niższym poziomie około 30 mln dolarów, co w przeliczeniu na dziś wynosi poniżej 100 milionów[69].
- LFTR jest przyjaźniejszy środowisku. Zamknięty cykl paliwowy z bieżącą recyklizacją w reaktorze LFTR sprawia, że odpadami stają się produkty rozszczepienia, z których większość posiada względnie krótkie okresy półrozpadu w porównaniu z długożyciowymi odpadami aktynowców[63]. Dzięki temu po ok. 300 latach radiotoksyczność odpadów z paliwowego cyklu torowego jest 10 000 razy niższa niż odpadów cyklu uranowo-plutonowego[6].
- Ograniczona korozja, długotrwałe materiały. W ORNL opracowano specjalny stop Hasteloy N, który został zastosowany w reaktorze MSRE. Stop ten został następnie zmodyfikowany przez dodatki tytanu i niobu celem poprawienia odporności odpowiednio na uszkodzenia radiacyjne i na kruchość powodowaną przez tellur[70]. W wyniku tego uzyskano bardzo niewielką korozyjność, porównywalną do występującej w reaktorach lekkowodnych[70][71]. Grafit okazał się całkowicie odporny w środowisku stopionych soli na ograniczone procesy redox i mimo że zależnie od gęstości mocy rdzenia może zachodzić konieczność jego wymiany co 4 do 30 lat ze względu na uszkodzenia powodowane prędkimi neutronami, to szacowany koszt takiej wymiany jest bardzo niski i wynosiłby 0,01 centa na kWh, czyli $0,1/MWh w cenach z 1969 r.[72] Uwzględniając inflację, wynosi to dziś nadal tylko 0,03 centa na kWh.
- Spalanie długożyciowych odpadów ze składowisk. Reaktory LFTR posiadają możliwość „dopalania” kłopotliwych, wysokoaktywnych odpadów radioaktywnych ze składowisk wypalonego paliwa reaktorów na paliwo stałe wraz z zawartymi w nich transuranowcami, nie wytwarzając przy tym transuranowców następnych. W ten sposób kłopotliwe odpady mogą przeobrazić się w zapas materiału paliwowego[73].
- Mniejszy wsad rozruchowy. Reaktory LFTR wykorzystują neutrony termiczne i dzięki temu potrzebują o wiele mniej materiału rozszczepialnego do zapoczątkowania swojego rozruchu. Wystarcza jedynie 1 do 2 ton materiału rozszczepialnego do uruchomienia jednocieczowego LFTR i potencjalnie tylko 0,4 tony w przypadku dwucieczowego[2] . Natomiast reaktory na paliwo stałe wymagają co najmniej 8 ton paliwa rozszczepialnego do swojego uruchomienia. O ile reaktory prędkie mogą teoretycznie wystartować na odpadach transuranowców, to wymagają dużego wsadu uruchomieniowego, co czyni ten proces bardzo kosztownym.
- Bez przestojów na wymianę paliwa. Podstawową koncepcją LFTR jest paliwo w postaci ciekłej, dzięki czemu nie ma konieczności demontażu reaktora podczas wymiany paliwa. Stąd operacja ta w LFTR może następować bez przestojów jako proces uzupełniania paliwa jądrowego „online”.
- Nadążania za zmianami obciążenia sieci. Nie będąc narażonymi na zatrucie ksenonowe, reaktory LFTR będą w stanie obniżać moc w godzinach niskiego zapotrzebowania sieci i wracać do mocy pierwotnej w dowolnym momencie.
- Zbędny zbiornik ciśnieniowy. Skoro rdzeń reaktora LFTR nie pracuje pod ciśnieniem, to zbędnym staje się najkosztowniejszy element konstrukcji reaktora, jakim jest wysokociśnieniowy zbiornik rdzenia, niezbędny w reaktorach lekkowodnych. W jego miejsce pojawi się kadź i instalacja rurociągowa ciekłych soli wykonane z relatywnie cienkich materiałów. Mimo że użytym tu materiałem będzie wyrafinowany, odporny na wysokie temperatury i korozję stop na bazie niklu Hastelloy-N, to jednak ilości potrzebne do konstrukcji nie będą duże, a niewielkie grubości materiału nie pociągną za sobą wysokich kosztów kształtek i spawania. Grubościenne fragmenty mogą zostać wykonane z tańszej stali żarowytrzymałej w rodzaju Incolloy 800H, która pokryta będzie warstwą antykorozyjną na powierzchniach stykających się z solami. Obniży to koszty do porównywalnych z konstrukcjami reaktorów lekkowodnych, gdzie stosowane są stale wytrzymałościowe wyłożone stalą nierdzewną dla ochrony przed korozją powodowaną przez gorącą, sprężoną wodę[6].
- Znakomity transport ciepła. Ciekłe sole fluorków, szczególnie ich grupa oparta na LiF, mają świetne własności przenoszenia energii cieplnej. Mieszanina fluorków LiF-ThF4 odznacza się objętościową pojemnością cieplną wyższą o około 22% od wody[74], a w przypadku FliBe wskaźnik ten jest o 12% lepszy niż dla wody. Co więcej, sole oparte na LiF mają przewodność cieplną mniej więcej dwukrotnie przewyższającą przewodność sprężonej wody w reaktorach wodnociśnieniowych[55] [75]. Pozwala to osiągnąć wydajny transfer energii cieplnej w niewielkim objętościowo obiegu pierwotnym. Porównując sole z innym konkurującym chłodziwem reaktorów wysokotemperaturowych – helem, różnice te są jeszcze większe. Sól paliwowa ma ponad 200-krotnie wyższą objętościową pojemność cieplną niż sprężony gorący hel i ponad 3-krotnie wyższą przewodność cieplną. Pozostająca w ciśnieniu atmosferycznym instalacja obiegu ciekłych soli będzie używała rur o średnicy 1/5 i pomp o wydajności 1/20 tychże parametrów wymaganych w przypadku sprężonego helu[76].
- Mniejsza, bezciśnieniowa osłona bezpieczeństwa. Użycie ciekłych soli także w roli chłodziwa zamiast wody pod ciśnieniem pozwoli ograniczyć się do niewielkiej obudowy bezpieczeństwa, niewiele przekraczającej rozmiarami kadź reaktora. Reaktory lekkowodne wykorzystują sprężoną wodę, która w razie przecieku gwałtownie przekształca się w parę o objętości tysiąckrotnie większej, co wymusza zastosowanie obudów bezpieczeństwa o objętości przekraczającej tysiąckrotnie objętość samego reaktora. Obudowa reaktora LFTR będzie nie tylko objętościowo mniejsza, ale ze swej natury nie będzie też konstrukcją ciśnieniową. Nie będzie pod nią powstawać zmagazynowana energia kinetyczna, mogąca wywołać gwałtowny skok ciśnienia, ani nie będzie gromadzić się wodór czy para wodna[51]. Da to reaktorom LFTR zasadniczą teoretyczną przewagę nie tylko ze względu na samoistne bezpieczeństwo, ale pozwoli również zmniejszyć fizyczne rozmiary konstrukcji, obniżyć zużycie materiałów i tym samym koszty budowy[6].
- Chłodzenie powietrzem. Cykl paliwowy przebiegający w wysokich temperaturach może być chłodzony powietrzem kosztem niewielkich strat sprawności[77], co ma kardynalne znaczenie w razie budowy reaktora w licznych rejonach świata o niedoborze wody. Brak konieczności stosowania masywnych chłodni kominowych zredukuje jednocześnie koszty inwestycji[46].
- LFTR jest skalowalny. Biorąc pod uwagę zredukowane rozmiary LFTR, brak potrzeby stosowania masywnej obudowy bezpieczeństwa, ciśnieniowego zbiornika rdzenia i chłodni kominowych w wersjach chłodzonych powietrzem, małe modularne reaktory LFTR będą mogły być produkowane w masowej pre-fabrykacji u producenta. Według rozsądnej kalkulacji American Scientist, małe reaktory o mocy 100 MW mogłyby kosztować w fabrycznej produkcji około 200 milionów dolarów[78].
- Odpady stają się drogocenne. W wyniku rozszczepienia uranu-233 powstawać będą różne ilości około 35 drogocennych nuklidów. Wśród produktów powstających w wyniku rozszczepienia w LFTR znajdą się m.in. stabilne pierwiastki rzadkie takie jak rod, ruten, pallad, ksenon, neodym, molibden, cyrkon i cez, bez których nie obejdzie się współczesna elektronika i wiele procesów przemysłowych. Ksenon da się łatwo wyodrębniać w trakcie bieżącej pracy reaktora, ponieważ jest gazem i wykazuje niską rozpuszczalność w solach fluorków. Radioaktywne izotopy ksenonu ulegają szybkiemu rozpadowi, oddzielając się od radioaktywnego cezu, który będzie można łatwo odseparować od ustabilizowanego ksenonu. Po krótkim okresie wstępnego składowania, podczas którego dojdzie do rozpadu, powstający w jego wyniku ksenon i krypton jako gazy szlachetne będzie można łatwo wydzielić dzięki wykorzystaniu ich różnicy masy lub temperatury wrzenia (separacja kriogeniczna). Ksenon-136 ma wysoką wartość w fizyce doświadczalnej[79]. Również neodym ulega szybkiej stabilizacji, lecz jego chemiczne oddzielenie od innych izotopów metali ziem rzadkich, takich jak prazeodym jest bardzo kosztowne i trudne, tym niemniej procesy te są stosowane już obecnie przy wydobywaniu i produkcji ziem rzadkich[80]. Inne cenne izotopy takie jak rod czy ruten wymagają dłuższego czasu, aby przyjąć postać ustabilizowaną, co trwa około 10 lat, po czym stają się one niezwykle cenne. Pallad posiada jeden długożyciowy izotop, którego wartość może nieco spadać, gdyż nie jest obecnie wykorzystywany, ale nadal potencjalnie nadaje się do stosowania jako katalizator. Nuklidy te są odporne na działanie fluorków, to znaczy nie tworzą soli w warunkach pracy reaktora i nie są rozpuszczalne, na skutek czego jako zawiesinę cząsteczek metali łatwo będzie można je przechwytywać przy pomocy wełny niklowej, przepuszczając przez nią sole małym odgałęzieniem od głównego strumienia przepływu. Technet-99, jest skutecznym inhibitorem korozji, odpornym zarówno na działanie powietrza, jak i fluorków, może stać się domieszką w stopach, które zostaną użyte do budowy reaktora LFTR[81][brak potwierdzenia w źródle]. Podobnie molibden będzie się łatwo wydzielał w procesach odfiltrowania metali szlachetnych i nie będzie zanieczyszczony swoim radioaktywnym izotopem. Molibden jest cenną domieszką wytrzymałościowych stopów stali, wśród nich zawierającego 16% domieszkę molibdenu stopu Hastelloy N, który stanie się materiałem konstrukcyjnym reaktora LFTR[82]. Mimo że molibden nie jest tak drogocenny jak metale szlachetne, to wielkość jego uzysku z reaktora jest znaczna[81][brak potwierdzenia w źródle]. Z reaktora LFTR uzyskiwać będziemy również cenne izotopy wykorzystywane w radiomedycynie, takie jak jod-131, aktyn-225, bizmut-213 i technet-99m, które stosowane są w radioterapii. Powstawać będą także nuklidy mające zastosowanie jako źródła energii w radioizotopowych bateriach termoelektrycznych RTG (pluton-238, stront-90), tym niemniej trudnym zadaniem będzie osiągnąć opłacalność ich separacji, gdyż jest to proces skomplikowany technicznie, jako że przebiegać musi w warunkach intensywnego rozpadu oraz zanieczyszczenia innymi nuklidami promieniotwórczymi. Stront-90, będąc o wiele tańszym izotopem niż Pu-238, bardzo stabilnym chemicznie oraz nierozpuszczalnym w wodzie jest idealnym źródłem energii dla baterii wydłużonego działania RTG, niezbędnych w technice satelitarnej, badaniach głębokiego kosmosu, jak chociażby ostatnio w marsjańskim łaziku Curiosity oraz na morzu. W odróżnieniu od odpadów z konwencjonalnych reaktorów na paliwo stałe, odpady LFTR są znacznie mniej zanieczyszczone nuklidami transuranowców, więc wydzielanie ww. izotopów będzie z pewnymi wyjątkami znacznie ułatwione[83][84].

## Wyzwania projektowe
Reaktory typu LFTR są zasadniczo odmienne od eksploatowanych współcześnie konstrukcji. Ta daleko idąca odmienność polega przede wszystkim na innym cyklu paliwowym z torem zamiast uranu na początku cyklu, pracy w ciśnieniu atmosferycznym zamiast w warunkach wysokich ciśnień, paliwie w postaci płynnej w miejsce paliwa stałego, ciekłych solach zamiast wody czy gazów jako chłodziwie oraz bieżącym reprocessingu i nie wymagającym przerw w pracy uzupełnianiu paliwa online, a także zastosowaniu pyroprocessingu, czyli technologii wysokotemperaturowych przerobu paliwa na miejscu, zamiast w odległych zakładach z wykorzystaniem metod opartych na rozpuszczalnikach na bazie wody. Te cechy reaktorów LFTR sprawiają, że mamy do czynienia ze zdecydowanie innym katalogiem wyzwań projektowych i kompromisów oraz różnym nasileniem kwestii konstrukcyjnych, społecznych i historycznych:
- Historyczna technologia. Zbudowano niewiele reaktorów ciekłosolnych i te badawcze instalacje oparte były na myśli technicznej sprzed ponad 40 lat. Dlatego niektórzy z biorących udział w obecnej dyskusji twierdzą, że trudno jest współcześnie o rzetelną ocenę tej koncepcji reaktorów[85].
- Paliwo rozruchowe. W przeciwieństwie do rud uranu kopaliny toru nie zawierają izotopu rozszczepialnego. W reaktorach torowych rozszczepialny uran-233 musi zostać powielony z toru, ale żeby reaktory te najpierw same mogły wystartować potrzebne są na początek znacznej ilości wcześniej wyprodukowanego U-233. W chwili obecnej dostępne są na świecie niewielkie ilości tego materiału. Staniemy więc przed problemem, jak uruchomić reaktory ciekłopaliwowe w odpowiednim momencie w przyszłości. Istnieje na to kilka sposobów. Jedną z opcji jest, aby produkcję U-233 podjęły istniejące konwencjonalne reaktory na paliwo stałe. Wyprodukowany w nich U-233 poddawany zostałby zewnętrznemu reprocessingowi z postaci stałej i ostatecznie dostarczany do rozruchu reaktorów LFTR. Z drugiej strony reaktory LFTR mogłyby alternatywnie startować na innych izotopach rozszczepialnych. Możliwe są tu dwie opcje: wzbogacony uran lub pluton, ten ostatni uzyskiwany albo jako produkt reaktorowy albo pochodący z demontażu głowic broni jądrowych. W razie zastosowania rozruchu na wzbogaconym uranie potrzebne byłoby znaczne jego wzbogacenie. Materiał w głowicach dysponuje dostatecznym wzbogaceniem i w dodatku za jednym razem spożytkować można by było zawarty w nich uran o jakości militarnej, ale nie ma obecnie dostatecznych ilości tych materiałów, które pozwoliłyby uruchomić większą ilości przyszłych reaktorów LFTR. W przypadku rozruchu na plutonie powstawałby problem trudnej separacji fluorku plutonu od powstających w reaktorze izotopów lantanowców. Przy zdecydowaniu się na jednocieczową konstrukcję reaktora, w której tor obecny byłby w solach razem z paliwem, podobnym problemem stałoby się oddzielenie toru od plutonu. W przypadku konstrukcji dwucieczowej jedynym możliwym scenariuszem byłaby praca na paliwie plutonowym lub wzbogaconym uranie w solach rdzenia i powielanie U-233 z toru w płaszczu reaktora. U-233 nie byłby jednak wprowadzany do rdzenia, lecz składowany poza reaktorem. Aby podtrzymać reakcję w reaktorze paliwo plutonowe lub wzbogacony uran wymagałyby uzupełniania, podobnie jak się to czyni we współczesnych reaktorach na paliwo stałe. Po zgromadzeniu dostatecznej ilości U-233 należałoby dokonać podmiany dotychczasowej soli rdzenia na nową, tym razem zawierającą U-233 i dokonanie ponownego rozruchu. Podobna opcja możliwa jest w reaktorze jednocieczowym, konwertującym (nie powielającym). Tego typu reaktor nie dokonywałby reprocesingu paliwa online, lecz po wystartowaniu z plutonu i posiadając tor w solach jako material paliworodny wymagałby dokładania plutonu dla podtrzymania pracy. Po wielu latach eksploatacji pluton uleglby wypaleniu, a równocześnie z czasem U-233 nagromadziłby się w solach. Pod koniec kampanii paliwowej zużyte sole poddane zostałyby przerobowi dla wydzielenia powielonego U-233, który teraz mógłby służyć do wystartowania nowych reaktorów LFTR.
- Przymarzanie soli. Mieszaniny soli fluorków mają zależnie od składu wysokie, ale też różne temperatury topnienia w zakresie 300 do ponad 600 °C. Sole te, szczególnie w wersji zawierającej fluorek berylu wykazują dużą lepkość w temperaturach zbliżających się ku krzepnięciu. Nakłada to na projektanta obowiązek zapobieżenia przymarzaniu soli w obrębie obudowy reaktora oraz w okolicy wymienników ciepła. Należało będzie zapobiegać zamarzaniu soli w trakcie normalnego przebiegu pracy oraz w stanach przejściowych, a także w wypadku ewentualnych przerw w dostawie energii elektrycznej. Pierwotny obieg soli ogrzewany będzie ciepłem reakcji porozszczepieniowego rozpadu izotopów, więc procesy te podtrzymywać będą odpowiedni poziom temperatury i zapewniać płynność soli. Projektując powielający MSBR naukowcy ORNL zaproponowali system w rodzaju pieca, którego zadaniem byłoby ogrzewać całą instalację reaktora (tzw. gorąca komora). Eliminowałoby to konieczność stosowania indywidualnych podgrzewaczy dla instalacji rurowych i zapewniało więcej ciepła w pozostałych obszarach obiegu pierwotnego[86]. Inna z koncepcji zaprojektowana dla reaktorów na paliwo stałe, ale wykorzystująca stopione sole jako chłodziwo, proponuje zastosowanie „ciekłego pieca”, czyli osobny, buforowy basen soli, w którym zanurzona zostałaby cała instalacja obiegu pierwotnego[87]. Sole buforowe dzięki dużej gęstości i wysokiemu potencjałowi pojemności cieplnej zapobiegałyby nie tylko lokalnemu przemarzaniu systemu, ale uczestniczyły też w pasywnym chłodzeniu powyłączeniowym, zapewniałyby osłonę przeciw promieniowaniu i zmniejszały naprężenia grawitacyjne wynikające z ciężaru własnego instalacji obiegu pierwotnego. Rozwiązanie to mogłoby z powodzeniem zostać zastosowane w konstrukcjach LFTR.
- Toksyczność berylu. Proponowana mieszanina soli FLiBe zawiera znaczny udział silnie toksycznego berylu. Sól obiegu pierwotnego będzie musiała dlatego pozostawać w izolacji od ludzi i otoczenia. Tym niemniej postępowanie takie jest obecnie rutynowe i stosowane skutecznie w innych gałęziach przemysłu, które wykorzystują beryl[88]. Biorąc pod wzgląd te doświadczenia, oczekuje się, że dodatkowy koszt zabezpieczeń przed toksycznością berylu wyniósłby 0,012 centów na kWh, czyli 0,12 $/MWh, co stanowi bardzo nieznaczne obciążenie[89]. Należy zauważyć, że po uruchomieniu, reakcje zachodzące w reaktorze wytwarzały będą w obiegu pierwotnym wysoce radioaktywne izotopy powodujące silne promieniowanie gamma oraz intensywne pole radiacji neutronów. Stąd wszystkie rektory ciekłosolne wymagały będą izolacji od otoczenia obudowami bezpieczeństwa o dużej skuteczności pochłaniania. Istnieją też koncepcje innych składów eutektyki fluorku litu z fluorkiem toru bez udziału berylu, tak jak przewidziano we francuskiej wersji LFTR nazwanej „TMSR”[90]. Okupione jest to nieco wyższą temperaturą topnienia, ale też korzyścią jest uproszczenie procesów wobec braku niebezpieczeństwa toksyczności ze strony BeF2 w trakcie reprocessingu, polepszenie rozpuszczalności trójfluorku plutonu, obniżone wytwarzanie trytu (beryl tworzy lit-6, z którego z kolei powstaje tryt) oraz korzystniejszy transfer ciepła, gdyż brak BeF2 obniża lepkość mieszaniny soli. Proponowane są również różne inne rozpuszczalniki takie jak fluorki sodu, rubidu czy cyrkonu, które zapewniają niższe temperatury topnienia, ale użycie ich skutkowałoby gorszym powielaniem[2] .
- Utrata neutronów opóźnionych. Powstawanie neutronów opóźnionych w wymienniku ciepła i w instalacji poza rdzeniem jest kolejną z kwestii, które projekt LFTR musi rozwiązać. To dzięki tym neutronom możliwe jest płynne, spokojne i przewidywalne sterowanie pracą reaktora. Innymi słowy te dodatkowe, późno pojawiające się neutrony są niezbędne dla podtrzymywania przebiegu reakcji łańcuchowych. Dzięki opóźnieniu, z jakim te neutrony powstają, sterowanie reaktora może przebiegać w sposób niegwałtowny. Utrata opóźnionych neutronów w LFTR jest następstwem szczególnej konfiguracji reaktora, która powoduje, że izotopy porozszczepieniowe wraz z obiegiem soli przemieszczane są poza rdzeń do wymiennika ciepła, w wyniku czego tracone są neutrony opóźnione[91]. Dlatego nie uczestniczą one w reakcji łańcuchowej zachodzącej w rdzeniu, w wyniku czego reaktor zachowuje się w sposób mniej zrównoważony w razie zmiany parametrów przepływu, mocy itp. Dopuszczalna jest utrata około połowy opóźnionych neutronów bez szkody dla spokojnego przebiegu pracy reaktora. Zatem praktycznym nakazem staje się, aby wymiennik ciepła był na tyle niewielki, by angażował stosunkowo jak najmniejszy wolumen soli poza rdzeniem. Im mniejsza jest objętość rdzenia, czyli gęstość energetyczna, tym większą rolę odgrywać będzie ten wymóg. Pozostawanie stosunkowo dużej ilości paliwa poza rdzeniem oznacza także, że więcej materiału rozszczepieniowego staje się niezbędne do rozruchu reaktora i że tym samym wzrastają koszty. Oznacza to więc, że wymienniki ciepła o możliwie wysokiej wydajności przy niewielkiej pojemności są koniecznym elementem konstrukcji przyszłego LFTR.
- Postępowanie z odpadami. Istnieć będzie potrzeba zabezpieczania i składowania odpadów z reaktorów LFTR, które będą wysoce radioaktywne, mimo że niebezpieczne pozostaną przez względnie krótki czas. Biorąc pod uwagę, że niektóre produkty rozszczepienia w postaci fluorków wykazują wysoką rozpuszczalność w wodzie, ich długotrwałe składowanie wymagać będzie przekształcenia do innej postaci. Dla przykładu takim łatwo rozpuszczalnym izotopem jest fluorek cezu. Dlatego do długotrwałego składowania odpadów wymagana może być ich uprzednia witryfikacja (zeszklenie).
- Niepewne koszty likwidacji. Koszt uprzątnięcia Molten-Salt Reactor Experiment jako małego reaktora badawczego o mocy 8 MWt wyniósł około US$ 130 milionów. Był to koszt wysoki, ale duża jego część spowodowana była nieprzewidzianymi wcześniej samorzutnymi procesami przemian fluoru i sześciofluorku uranu, które ku zaskoczeniu zachodziły w wyłączonym reaktorze w zimnej soli paliwowej, która nie została jak należało usunięta i zdezaktywowana na czas w ORNL. Konieczność ta jest obecnie wkalkulowana w przyszłe projekty reaktorów ciekłosolnych[92]. Jak dziś wiemy z doświadczenia, koszty likwidacji nie są ściśle proporcjonalne do wielkości zamykanego reaktora[93] i są one wydatkowane na koniec istnienia obiektu, dzięki czemu niewielki narzut na kWh bieżąco produkowanej energii pozwala zgromadzić wystarczająco wysoką kwotę na pokrycie przyszłych kosztów jego likwidacji. Dla przykładu, siłownia jądrowa produkująca 1  GWe rocznie wyprodukuje w okresie swojego co najmniej 40-letniego istnienia ponad 300 mld kWh energii elektrycznej. W takiej sytuacji bieżący narzut na cenę energii w wysokości 0,2 centa na kWh pozwoli zgromadzić po 40-latach fundusz około US$ 600 milionów na cele przyszłej likwidacji.
- Odkładanie się metali szlachetnych. Niektóre z produktów rozszczepienia, takie jak metale szlachetne nie tworzą związków z fluorem, ale odkładają się samorzutnie w instalacji. Przebiegać to może w dużej części instalacji i aparatury reprocessingu, lecz dokładnego przebiegu tych zjawisk nie zdążono przebadać do końca. Wymagane będzie zastosowanie takich rozwiązań jak filtry kasetowe zawierające miękkie wióry (wełnę) niklu, na której osadzałyby się te metale, nie powodując powstawania z czasem nadmiernych złogów w rurociągach, aparaturze reprocessingu i na powierzchniach czynnych wymienników ciepła.
- Ograniczona trwałość grafitu. Reaktory LFTR to konstrukcje o zwartej budowie i w niektórych ich wersjach zastosowanie znajduje grafit w roli moderatora oraz materiału oddzielającego od siebie obiegi cieczy paliwowej i powielającej. Jego trwałość jest w tej roli ograniczona, gdyż pod wpływem prędkich neutronów grafit ulega najpierw kurczeniu się, a następnie rozszerzaniu aż do chwili, gdy staje się kruchy i ulega spękaniu, co spowoduje konsekwencje mechaniczne i prowadzić będzie do gromadzenia się w nim trucizn neutronowych osłabiających procesy reaktora[94]. Wymiana tego elementu reaktora może stanowić znaczną trudność ze względu na konieczność użycia zdalnych manipulatorów nieodzownych w bardzo radioaktywnym rdzeniu LFTR. Trudności związane z taką wymianą należy tym niemniej widzieć na tle podobnych operacji wykonywanych we współczesnych reaktorach na paliwo stałe, w których co 12 do 24 miesięcy dokonywać trzeba wymiany około 1/3 elementów rdzenia wraz z całością wysoce radioaktywnych produktów rozszczepienia w nim zawartych. Projekt dwucieczowego reaktora z roku 1960 zakładał wymianę grafitu co około cztery lata[95]. Rozwiązania tej kwestii poszukano przez wyeliminowanie grafitu i zmianę konstrukcji reaktora na jednocieczową[96]. Większość proponowanych wersji konstrukcyjnych MSR przewiduje mechanizmy upraszczające wymianę grafitu. Jedną z zasad konstrukcyjnych reaktora ciekłosolnego jest możliwość spuszczania całego materiału paliwowego oraz produktów rozszczepienia do zbiornika rezerwowego, dzięki czemu wymiana grafitu będzie ułatwiona. W graficie uwięziony zostaje jedynie ułamek procenta produktów rozszczepienia, a samo zjawisko ma miejsce dlatego, że reakcje rozszczepienia zachodzą w bezpośredniej bliskości powierzchni grafitu. Proces ten powoduje, że warstwa wierzchnia grafitu zostaje spenetrowana i staje się radioaktywna, więc z czasem wymagać będzie usunięcia i przerobu. Zdjęcie i przerób cienkiej warstwy grafitu zawierającej zagnieżdżone radioaktywne izotopy oraz recykling pozostałych jego części o dość znacznej objętości stanowić będzie rozwiązanie problemu. Istnieje już kilka technologii zapewniających recykling lub składowanie zużytego moderatora nuklearnego[97]. Grafit jest obojętny dla otoczenia i ma konsystencję stałą w niskich temperaturach, co pozwala go łatwo przechowywać lub izolować od środowiska[97]. Istniał co najmniej jeden projekt reaktora, w którym dla odmiany zastosowano kulki grafitu pływające w soli. Kulki można było odzyskiwać i badać na bieżąco bez przerywania pracy reaktora[98]. Środkiem zaradczym byłoby obniżenie gęstości mocy reaktora, co skutkowałoby zmniejszeniem się zjawiska degradacji grafitu[99].
- Grafit wywołuje dodatnią reaktywność. Grafit po rozgrzaniu zwiększa ilość rozszczepień U-233, co skutkuje niepożądaną reaktywnością dodatnią[47]. Dlatego należało będzie unikać pewnych zestawień grafitu z solami oraz pewnych koncepcji geometrycznych rdzenia. Problem ten jest możliwy do rozwiązania albo przez znaczną termalizację spektrum w obecności znacznej ilości grafitu, lub przez ograniczenie lub całkowite usunięcie grafitu, co stanie się jednak kosztem zmniejszenia współczynnika powielania lub wymagać będzie zwiększenia wolumenu paliwa[47].
- Ograniczona rozpuszczalność plutonu. Związki plutonu, ameryku i kiuru z fluorem mają postać trójfluorków, co oznacza, że tworzą one wiązania z trzema atomami fluoru jako PuF3, AmF3, CmF3. Trójfluorki te wykazują ograniczoną rozpuszczalność w soli nośnej FLiBe. W razie zamiaru wykorzystania tych odpadów transuranowych do uruchomienia reaktora ciekłosolnego powodowałoby to problemy, szczególnie gdyby reaktor był małej mocy o niewielkim wolumenie soli w obiegu pierwotnym. Omawiana rozpuszczalność może ulec polepszeniu, jeśli zrezygnujemy z udziału fluorku berylu w soli nośnej, gdyż trójfluorki się w nim nie rozpuszczają, lub poprzez podwyższenie temperatury pracy reaktora, jako że rozpuszczalność wzrasta wraz z temperaturą, jak to ma miejsce w przypadku większości płynów. Rdzeń o niższej gęstości mocy w termicznym spektrum neutronów nie wywiera negatywnego wpływu na rozpuszczalność plutonu.
- Niebezpieczeństwo proliferacji wskutek reprocessingu. Niechcianym skutkiem ubocznym efektywnego reprocessingu soli, tak jak zresztą każdego zaawansowanego przerobu zużytego paliwa, mogłoby stać się zagrożenie proliferacją. Alternatywną metodą reprocesingu mogłoby stać się wykorzystanie go także w celu separacji plutonu pochodzącego z innych reaktorów. Jednakże, jak stwierdzono wcześniej, pluton jest trudno oddzielić od toru, tym niemniej wynikająca stąd korzyść jest taka, że w razie zmieszania ze znacznymi ilościami toru nie można byłoby go wykorzystać do prób skonstruowania broni jądrowej. Ponadto w cyklu torowym, pluton powstaje w większości jako Pu-238, który w trakcie spontanicznego rozpadu emituje dużą ilość neutronów oraz wysoką temperaturę, co stanowiłoby olbrzymie utrudnienie dla konstrukcji broni jądrowej. Skuteczność takiej broni byłaby drastycznie ograniczona, ponieważ dochodziłoby w niej do przedwczesnej detonacji, którą wywoływałoby wyprzedzające zapoczątkowanie reakcji przez Pu-238. Powodowałoby to raczej wybuch „brudnej petardy” niż eksplozję atomową. Istotnym jest też, że cały przebieg reprocessingu wymagałby zautomatyzowanego manipulowania materiałem, co wyklucza ręczną interwencję człowieka w odizolowaną tzw. komorę gorącą, gdzie panują wysoka radioaktywność i temperatura. W wyniku działania tych czynników ew. dywersja celem uzyskania materiału na broń jądrową byłaby niezwykle trudna. W przeciwieństwie do stosowanych dziś mokrych metod separacji, takich jak PUREX, metoda pyroprocessingu, która stosowana byłaby w reaktorach ciekłosolnych wykluczałaby możliwość ingerowania w proces oraz wytwarzałaby materiał ze znacznym udziałem zanieczyszczeń niejednorodnym materiałem radioaktywnym. O ile nie stanowiłoby to żadnego problemu dla samoczynnych procesów zachodzących w komorze gorącej, o tyle stwarzałoby niezwykłe utrudnienia dla osób próbujących konstruować broń jądrową.
- Niebezpieczeństwo proliferacji wskutek separacji protaktynu w niektórych wersjach konstrukcji reaktora. Niskoobjętościowe wersje konstrukcji są w stanie powielać paliwo, o ile na bieżąco usuwany będzie stanowiący truciznę neutronową protaktyn. Stwarza to jednak zagrożenie proliferacją, gdyż daje dostęp do wysoce czystego U-233 pozbawionego zanieczyszczenia ze strony obecnego w rdzeniu U-232. Otwiera to niełatwą, aczkolwiek faktyczną możliwość uzyskania materiału rozszczepialnego o zastosowaniach wojskowych. Dla uniknięcia tego zagrożenia proponowane są wersje komercyjne reaktorów MSR bez wydzielania protaktynu. Oznacza to w praktyce, że albo rezygnuje się z mnożenia paliwa lub ogranicza gęstość mocy reaktora. W wersji dwucieczowej oznaczałoby to wybór płaszcza o większej objętości, co dawałoby możliwość pracy rdzenia z wyższą gęstością mocy, jako że brak toru w rdzeniu oznacza, że nie byłby tu obecny także protaktyn.
- Proliferacja Neptunu-237. Wersje konstrukcyjne przewidujące separację przez fluorowanie mają tę niedogodność, że wraz z uranem wyodrębniany zostaje Np-237 w postaci lotnego czterofluorku i że można go łatwo odseparować przez traktowanie fluorem w peletowym absorberze. W teorii możliwe jest wykorzystanie Np-237 do wyprodukowania bomby atomowej. Nikt jednak dotychczas nie wyprodukował takiej broni, mimo że jest to możliwe ze względu na duży przekrój czynny dla rozszczepień prędkich i niską masę krytyczną[100]. Jeśli Np-237 pozostałby w reaktorze, to uległby przekształceniu w Pu-238 – niezwykle cenny surowiec do budowy radioizotopowych baterii termoelektrycznych RTG[101]. Pojedynczy gram Pu-238 kosztuje wiele tysięcy dolarów. Pu-238 jest sam w sobie skutecznym elementem odstraszającym od podejmowania prób proliferacji. Z tych powodów Np-237 zostałby najprawdopodobniej zatrzymany w reaktorze celem transmutacji do Pu-238. Istnieje alternatywna możliwość posłużenia się w reprocessingu metodą destylacji próżniowej w miejsce fluorowania, dzięki czemu nie nastąpiłaby separacja neptunu. Trzeba mieć na względzie, że wszystkie, nie tylko torowe reaktory produkują znaczne ilości neptunu, który jest zawsze obecny w postaci (mono)izotopów o wysokiej czystości. Są one równie łatwe do wydzielenia metodami chemicznymi[100]. Problem proliferacji neptunu nie jest zatem niczym szczególnym i ograniczającym się tylko do reaktorów LFTR. Dla ścisłości, ameryk mógłby również znaleźć zastosowanie jako surowiec do budowy broni jądrowej[100], jednakże reaktory LFTR nie stanowiłyby źródła dostarczającego godnych zainteresowania ilości ameryku. Przeciwnie, jako jeden z niewielu typów reaktorów mają one potencjał spalania z wysoką skutecznością istniejących zapasów ameryku i neptunu[50].
- Niszczenie neutronów i powstawanie trytu z litu-6. Izotop litu-6 jest intensywną trucizną neutronową. Próba wykorzystania w LFTR litu naturalnego z jego 7,5% zawartością litu-6 zakończyłaby się fiaskiem, bowiem trucizna ta nie pozwoliłaby na uruchomienie reaktora. Wysoka gęstość neutronów w rdzeniu powodowałaby szybką transmutację litu-6 w tryt, co pochłaniałoby cenne neutrony potrzebne do zapewnienia chociażby zerowego bilansu powielania paliwa, a nadto produkowałoby tryt. Tryt jest radioaktywnym izotopem wodoru, o niemal identycznych właściwościach chemicznych jak zwyczajny wodór. W gorących solach fluorków obecność wodoru ujawniać się będzie w postaci elementarnego trytu[102]. Tryt byłby dość przenikliwy w reaktorach MSR, ponieważ w swojej podstawowej postaci w wysokich temperaturach przenikałby szybko przez elementy metalowe instalacji. W związku z tym niezbędne będzie podjęcie wysiłków, aby ograniczyć jego emisję. Gdyby udało się zastosować izotopowe wzbogacenie litu do postaci litu-7 i zapewnić dostatecznie wysoką skuteczność (99,995%) separacji litu-7, to ilość trytu, jaka powstawałaby rocznie w reaktorze o mocy 1  GWe wynosiłaby tylko kilkaset gram. Ta znikoma ilość trytu pojawiałby się przede wszystkim na skutek reakcji między litem-7 a trytem oraz wskutek zachowania berylu, który nie bezpośrednio tworzyłby tryt, przekształcając się najpierw w lit-6, a ten następnie w tryt. Z tych powodów w wersjach LFTR z zastosowaniem soli zawierającyh lit proponuje się używać izotopu litu-7 tylko w przypadku gdy zapewnione będzie wzbogacanie naturalnego litu, co pozwoliłoby ograniczyć powstawanie trytu. Także w historycznym reaktorze MSRE ograniczano powstawanie trytu przez wydzielanie litu-6 z soli paliwowej drogą wzbogacania izotopowego. Dzięki temu, że lit-7 jest najpowszechniejszym izotopem litu oraz że jest co najmniej 16% cięższy od litu-6 wydzielenie go od litu naturalnego jest łatwe i niedrogie. Destylacja próżniowa litu osiąga wydajność do 8% na stopień i wymaga jedynie podgrzewania litu w komorze podciśnieniowej. Metody te okazały się skuteczne, zapobiegając korozji wodorowej i powstawania nadmiernej ilości trytu w reaktorze MSRE[103]. W praktyce MSR osłaniałby sól płaszczem gazu obojętnego, zazwyczaj helu. Na szczęście w LFTR istniałaby dobra sposobność wyodrębniania trytu dzięki temu, że nie jest on rozproszony w dużych objętościach wody, tak jak ma to miejsce w ciśnieniowych reaktorach ciężkowodnych CANDU. Istnieją różne metody wychwytywania trytu, m.in. wodorowanie przy użyciu tytanu, który tworzy stabilny związek metalu z trytem[104], oraz utlenianie go do postaci mniej przenikliwej, ale ciągle jeszcze lotnej, przy zastosowaniu w obiegu chłodzącym fluoroboranu sodu lub stopionych soli azotanów lub wreszcie wychwytywanie trytu w obiegu roboczym gazu dolotowego i odlotowego turbiny przy użyciu peletów tlenku miedzi[105]. Wybiegając w przyszłość, w ORNL zaprojektowano wtórny obieg chłodzący, w którym dochodziłoby do przetwarzania na drodze chemicznej resztkowych ilości trytu do mniej ruchliwej postaci, tak aby go umiejscowić i wyłapać z tego obiegu, nie pozwalając mu na przedostanie się do obiegu roboczego turbiny. Technologia ta pozwoliłaby zredukować emisje trytu do biosfery do poziomu możliwego do zaakceptowania[102].
- Korozja powodowana przez tellur. Procesy zachodzące w reaktorze prowadziłyby do powstawania niewielkich ilości izotopu telluru. W reaktorze MSRE był on przyczyną niewielkiej korozji na granicy ziarnistości specjalnego stopu niklu o nazwie Hastelloy-N zastosowanego w konstrukcji reaktora. Późniejsze badania wykazały, że domieszka niobu o wielkości 1 do 2% zwiększa odporności stopu na korozję ze strony telluru[106]. Dodatkową strategią przeciwdziałania korozji było zapewnienie nieco większej redukcyjności soli przez utrzymanie proporcji UF4/UF3 na poziomie niższym niż 60. W MSRE osiągnięto to przez stały kontakt przepływającej soli z prętem metalicznego berylu umieszczonym wewnątrz obudowy pompy. W wyniku tego powstawał niedobór fluoru w przepływającej soli wywołujący redukcję telluru do mniej agresywnej, elementarnej postaci. Metoda ta okazała się skuteczna także dla ograniczania ogólnej korozji instalacji ze strony soli fluorków, gdyż w trakcie reakcji rozszczepiania powstawał nadmiar atomów fluoru uwolnionych na skutek rozszczepienia uranu, które bez redukcji mogłyby być agresywne wobec metali stanowiących instalację reaktora[107].
- Uszkodzenia stopów niklu wskutek napromieniowania. Stworzony w ORNL specjalistyczny stop Hastelloy N o wysokiej zwartości niklu został użyty w konstrukcji obiegu pierwotnego, ale okazało się, że w swojej wersji wyjściowej doznawał spękań w rdzeniu reaktora MSRE pod wpływem strumienia neutronów. Były one wynikiem procesu, w którym pod wpływem neutronów nikiel tworzył hel. Hel, będąc gazem, tworzył koncentracje w pewnych szczególnych punktach wewnątrz struktury stopu. Powodowało to powstawanie lokalnych naprężeń w tych punktach. Naukowcy ORNL rozwiązali ten problem, dodając do Hastelloy N domieszkę 1 do 2% tytanu lub niobu. Ta niewielka zawartość tytanu polepszała strukturę wewnętrzną stopu w taki sposób, że uniemożliwiała lokalne koncentracje powstającego helu i powodowała jego równomierne rozkładanie się w stopie. Rozwiązywało to problem naprężeń i uodparniało zmodyfikowaną wersję Hastelloy N na intensywny strumień neutronów. Tym niemniej temperatura maksymalna została ograniczona do około 650 °C[70]. Jak się dalej okazało, pewna ilość innych stopów posiada również obiecujące właściwości[71]. Zewnętrzna powierzchnia ścianki zbiornika zawierającego sole może otrzymać osłonę przeciw neutronową, skutecznie zapobiegającą uszkodzeniom z ich strony, wykonaną np. z węglików boru[108].
- Kwestie długoterminowego składowania soli paliwowej. W razie konieczności długoterminowego składowania soli paliwowych w ochłodzonej i zestalonej postaci, utrzymujące się nadal procesy radiacji mogą powodować uwalnianie się agresywnych korozyjnie fluoru oraz sześciofluorku uranu[109]. Jest to spowodowane zachodzącymi po ochłodzeniu poniżej 100 °C procesami radiolizy soli z pozostałych produktów rozszczepienia[92]. Dlatego przed zamierzanym unieruchomieniem reaktora należało będzie wydzielać z soli paliwo oraz odpady. Procesy powstawania fluoru i sześciofluorku uranu można byłoby powstrzymać przez przejściowe składowanie w temperaturze powyżej 100 °C[92]. Tym niemniej fluorki pochodzące z reaktora ciekłosolnego są kłopotliwe w długoterminowym składowaniu, gdyż związki niektórych izotopów porozszczepieniowych z fluorem wykazują dużą rozpuszczalność w wodzie. Dlatego przed złożeniem w przechowalniku fluorki izotopów odpadowych winny zostać poddane witryfikacji polegającej na wtopieniu ich w ognioochronne szkło borosilikatowe chroniące przed ingerencją sił przyrody[110].
- Model biznesowy. Współcześni dostawcy reaktorów atomowych na paliwo stałe mają zapewnione długoterminowe dochody, osiągając zyski z produkcji paliwa jądrowego. W przypadku LFTR produkcja i sprzedaż paliwa są zbędne, więc wypracowany musi zostać odmienny model biznesowy.
- Rozwój nowej generacji turbin. Opracowanie dużych turbin wykorzystujących obieg helu lub dwutlenku węgla w stanie nadkrytycznym jest niezbędnym elementem dla osiągnięcia ich najwyższych możliwych sprawności. Konstrukcje turbin o zamkniętych obiegach gazowych są w stanie zapewnić szereg istotnych korzyści w wysokich temperaturach, szczególnie we współpracy z torowymi reaktorami ciekłosolnymi, jak i reaktorami chłodzonymi przy pomocy ciekłych soli[111]. Prace nad generacją turbin o obiegu zamkniętym są jeszcze w toku, mając przed sobą do rozwiązania kilka zagadnień konstrukcyjnych oraz kwestię przeskalowania mocy zespołów turbina-generator w górę do wielkości tworzących ofertę rynkową[112]. Na obecnym etapie do prac nad pośrednimi modelami reaktorów ciekłosolnych z pewnym uszczerbkiem dla sprawności mogłyby zostać wykorzystane istniejące już turbiny pracujące w oparciu o nadkrytyczną parę. W ORNL zamierzano wykorzystać w projekcie MSBR stary typ turbiny z lat 70. ubiegłego wieku o sprawności netto 44%[113]. Nawet w takim przypadku jednak stopień przetwarzenia pary w energię elektryczną wymagały doprojektowania. W chwili obecnej w słonecznych elektrowniach koncentrująco-termicznych takich jak Andasol w Hiszpanii pracują już generatory parowe wykorzystujące stopione sole azotanów. Taką instalację soli azotanów z wytwornicą pary można byłoby zaadaptować do wykorzystania w reaktorze ciekłosolnym jako trzeci dodatkowy obieg, co miałoby taki dodatkowy walor, że pozwalałoby skutecznie wyłapać resztki trytu, który zdołałby przeniknąć przez wymienniki ciepła obiegu pierwszego i drugiego[114].

Dr. Charles Forsberg z laboratorim ORNL omówił wyzwania techniczne stojące przed komercyjną wersją MSR w pracy z 2006 r.
Dr. David Leblanc z Carleton University przekazał zasady działania, konieczne kompromisy, zagadnienia problematyczne i sposoby zaradzenia im w prezentacji.

## Ostatnie wydarzenia

### Reaktor Fuji MSR
Fuji Molten Salt Reactor to projekt ciekłosolnego termicznego reaktora powielającego o mocy 100 do 200 MWe, wykorzystującego torowy cykl paliwowy i posługującego się technologią podobną jak w reaktorze eksperymentalnym Oak Ridge National Laboratory. Był on rozwijany przez konsorcjum firm z Japonii, Stanów Zjednoczonych i Rosji. Jako reaktor powielający miał przetwarzać tor na paliwo jądrowe. Tak jak w przypadku wszystkich reaktorów na stopionych solach jego chemicznie obojętny rdzeń pracować ma w niskim ciśnieniu, co wyklucza wystąpienie eksplozji i toksycznych wycieków. Zrewidowane plany rozwojowe FUJI MSR zostały zaprezentowane lipcu 2010 r.

### Chiński projekt reaktora torowego MSR
Chińska Republika Ludowa zainicjowała badania i projekt rozwojowy reaktorów ciekłosolnych w technologii torowej. Decyzję formalnie ogłosiła Chińska Akademia Nauk na dorocznej konferencji w styczniu 2011. W docelowych planach jest zaprojektowanie i zbudowanie użytkowego torowego reaktora ciekłosolnego w terminie około 20 lat. Etapem pośrednim projektu badawczego TMSR ma być w roku 2015 reaktor 2 MW stałopaliwowy z paliwem kulkowym, chłodzony ciekłymi solami, a następnie reaktor badawczy 2 MW tym razem ciekłosolny i ciekłopaliwowy w roku 2017. Ich następcami będą reaktory demonstracyjne o mocach 10-200 MW. Na czele projektu stanął Jiang Mianheng.
Budżet początkowy wynosi 350 milionów dolarów i dotychczas do prac nad torowymi reaktorami ciekłosolnymi zatrudniono już na pełny etat 140 naukowców z tytułami doktorskimi w Szanghajskim Instytucie Fizyki Stosowanej. Rozbudowę tego zespołu do 750 osób planuje się do roku 2015.
Budowę eksperymentalnego reaktora rozpoczęto w 2018 roku, w październiku 2023 roku reaktor osiągnął stan krytyczny, a pełną moc uzyskano w połowie 2024 roku. W kwietniu 2025 roku udało się załadować nowe zapasy toru do działającego reaktora. Chiny planują zbudować do 2030 roku reaktor torowy o mocy elektrycznej 10 megawatów. 

### Flibe Energy
Kirk Sorensen, były naukowiec NASA i główny technolog nuklearny w Teledyne Brown Engineering od długiego czasu jest czołowym orędownikiem torowego cyklu paliwowego, a w szczególności reaktorów torowych na ciekłych fluorkach. Po raz pierwszy zetknął się z reaktorami torowymi podczas pracy dla NASA, gdy dokonywał selekcji źródeł energii, które mogłyby zapewnić energię dla pierwszych stacji badawczych na Księżycu. Dużą trudnością było zdobycie materiałów na temat torowego cyklu paliwowego, więc Sorensen stworzył w 2006 roku „energyfromthorium.com” jako repozytorium dokumentów, forum dyskusyjne i blog promujące tę technologię. W 2006 r. Kirk Sorensen ukuł także określenie Liquid Fluoride Thorium Reactor oraz LFTR dla oznaczenia jednej z możliwych wersji konstrukcji reaktora ciekłosolnego wykorzystującego paliwo w postaci ciekłej soli oraz powielanie uranu-233 z toru w termicznym spektrum neutronów. W roku 2011 Sorensen założył Flibe Energy, firmę której celem jest zbudowanie małego reaktora modułowego LFTR o mocy 20-50  MW przeznaczonego do zaopatrywania w energię amerykańskich baz wojskowych na świecie. W obecnym gąszczu przepisów obowiązujących w amerykańskim przemyśle nuklearnym łatwiej będzie uzyskać zatwierdzenie nietypowego projektu elektrowni LFTR dla armii niż do użytku cywilnego.

### Thorium Energy Generation Pty. Limited (TEG)
Thorium Energy Generation Pty. Limited (TEG) jest australijskim przedsięwzięciem badawczo-rozwojowym, które postawiło sobie za zadanie międzynarodową współpracę przy opracowaniu komercyjnych reaktorów LFTR, jak i ich wersji wykorzystujących neutrony generowane w akceleratorze cząstek. W listopadzie 2011 roku firma TEG powiadomiła o utworzeniu joint venture z naukowcami Czech z zamiarem zbudowania pilotowej instalacji 60 MW w Pradze, gdzie prace przygotowawcze nad prototypem miały się zakończyć w 2012 roku.

### The Weinberg Foundation
Fundacja Weinberga jest brytyjską organizacją non-profit utworzoną w 2011 roku celem promowania idei, prowadzenia dyskusji, lobbowania i szerzenia wiedzy na temat energetyki opartej na torze oraz reaktorów LFTR. Fundacja zainaugurowana została uroczyście w brytyjskiej Izbie Lordów 8 września 2011 roku.
Fundacja przyjęła swą nazwę dla uhonorowania amerykańskiego fizyka jądrowego Alvina M. Weinberga, który był ojcem i pionierem badań nad torowymi reaktorami ciekłosolnymi.